# Christoph Willibald Gluck
Christoph Willibald Gluck, depois cavaleiro Christoph Willibald von Gluck,  (Berching, 2 de julho de 1714 – Viena, 15 de novembro de 1787) foi um compositor alemão.
Nascido em uma família de meios modestos, cedo demonstrou ter talento, mas uma carreira na música ia contra o desejo do pai, e acabou fugindo de casa, passando a levar uma vida de músico ambulante com a educação musical ainda incompleta, que finalizou em Milão sob a orientação de Giovanni Battista Sammartini. Estreou como compositor de óperas no estilo da ópera séria italiana em 1741 com Artaserse, que foi bem recebida, seguindo-se uma série de outras composições que também tiveram boa acolhida, tornando-o estimado em vários países. Neste período seu estilo era bastante convencional, mas nunca foi inteiramente fiel ao padrão da ópera barroca italiana.
No começo da década de 1750, depois de casado com uma rica herdeira, seu estilo começou a se distanciar cada vez mais do formato altamente estilizado e retórico da ópera barroca, buscando uma linguagem mais simples, direta e natural. O primeiro grande marco desse novo caminho foi Orfeo ed Euridice, estreada em 1762, e culminou em Iphigénie en Tauride, estreada em 1779. Outras composições importantes são Alceste (1767), Iphigénie en Aulide (1774) e Armide (1777). 
Gluck foi um dos principais responsáveis por uma importante renovação da ópera séria. Vivendo na passagem do barroco para o classicismo, e inspirado principalmente na tragédia grega, na ópera francesa e nos ideais iluministas, ambicionou criar uma música supra-nacional, despojada do artificialismo, rigidez e espetaculosidade da ópera séria tradicional, que tivesse um caráter integrado e naturalista. Suas inovações encontraram grandes resistências e despertaram uma das maiores polêmicas da história da música ocidental, e fazem dele um dos mais proeminentes operistas de todos os tempos, com uma linguagem clara, muito expressiva e inconfundivelmente pessoal, mas não deixou descendentes diretos, sendo importante por suas ideias e princípios práticos e não pela fundação de uma escola estilística.
O impacto que exerceu nos maiores centros operísticos europeus foi desigual. Na Áustria, Alemanha e especialmente na França formou legiões de admiradores, mas pouco pôde penetrar na Inglaterra e Itália, onde só fez algum sucesso com suas óperas mais antigas. Escreveu também sinfonias, bem como alguma música sacra e música de câmara, mas esta parte de sua produção está praticamente esquecida, assim como suas óperas anteriores à reforma. Nas últimas décadas sua posição eminente na história da ópera foi definitivamente consolidada pela crítica, suas principais obras foram incluídas no repertório regular e a bibliografia especializada cresce sem parar, embora não tenha se tornado um compositor realmente popular.

## Primeiros anos

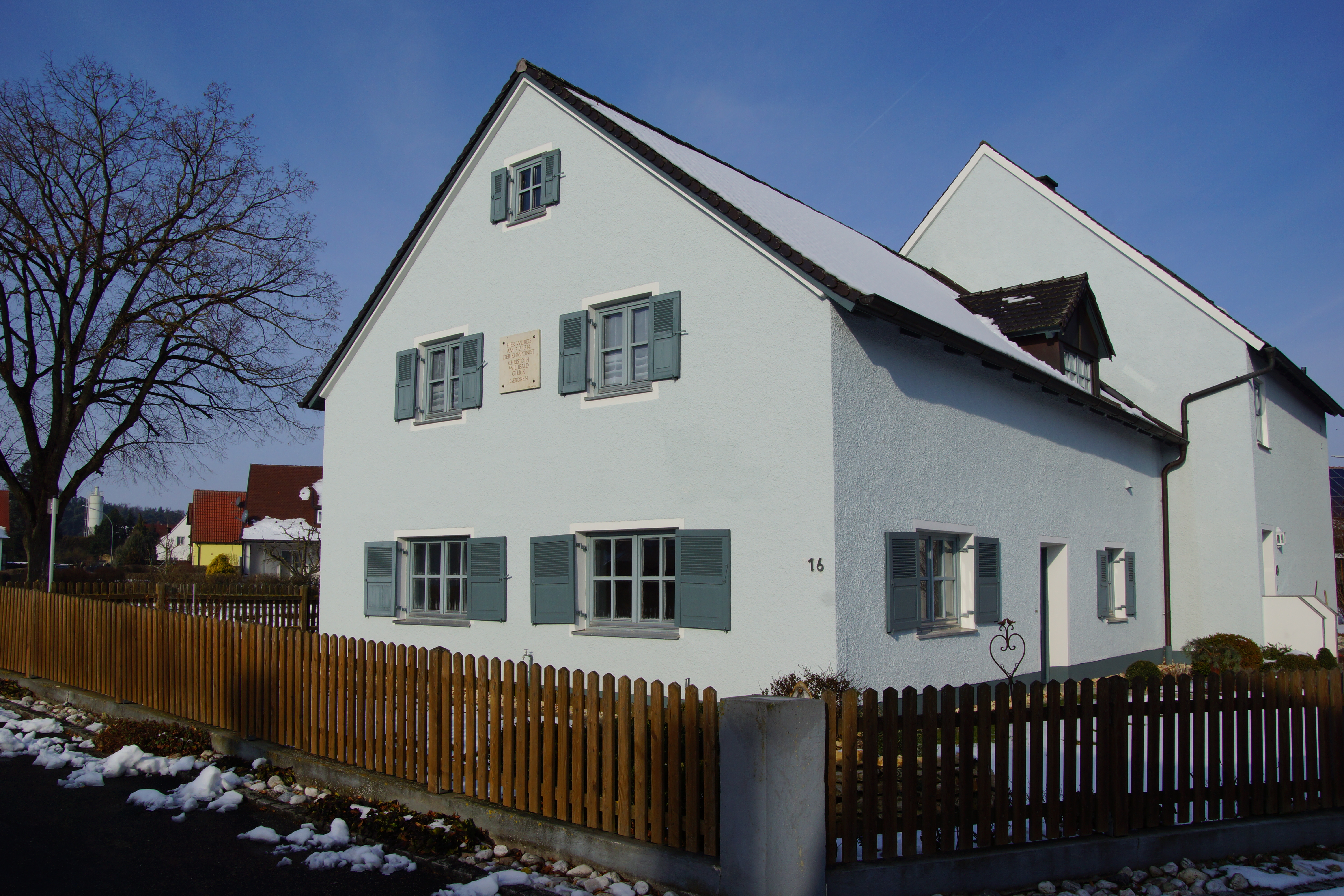
Casa onde Gluck nasceu

O pai de Gluck, Alexander, pertencia a uma família de guardas-florestais; desempenhou esta função em Erasbach entre 1711–12, e depois trabalhou em vários locais até empregar-se definitivamente em Eisenberg em 1727 no serviço do príncipe Philipp Hyazinth von Lobkowitz. A mãe se chamava Maria Walburga e sobre seus ancestrais maternos nada se sabe. O filho desde cedo mostrou aptidão para a música e recebeu aulas particulares de vários instrumentos, mas não tinha apoio do pai. Em torno de 1727 fugiu de casa para seguir sua vocação e instalou-se em Praga. Passou muitas dificuldades iniciais, e teve de juntar-se a músicos ambulantes para ganhar algum dinheiro. Depois passou a tocar em igrejas e conseguiu aperfeiçoar seus conhecimentos musicais. Em 1731 matriculou-se na universidade para estudar matemática e filosofia. Em 1735 estava em Viena, onde sua habilidade no canto e no violoncelo chamou a atenção do príncipe italiano Antonio Maria Melzi, que o levou a Milão para terminar seu aprendizado com Giovanni Battista Sammartini. Ao mesmo tempo atuava como músico da capela Melzi.

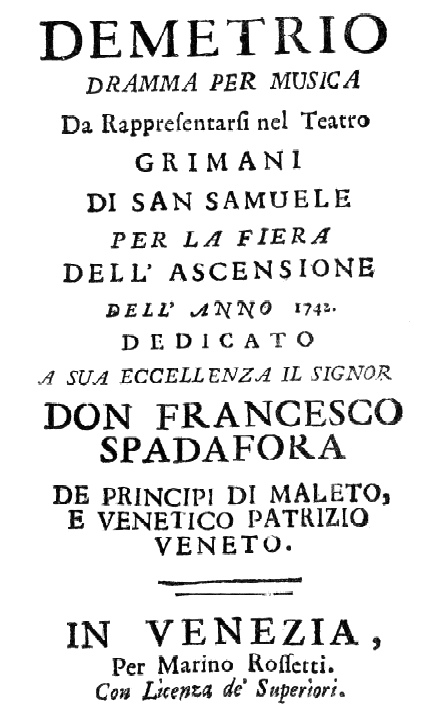
Capa de Demetrio

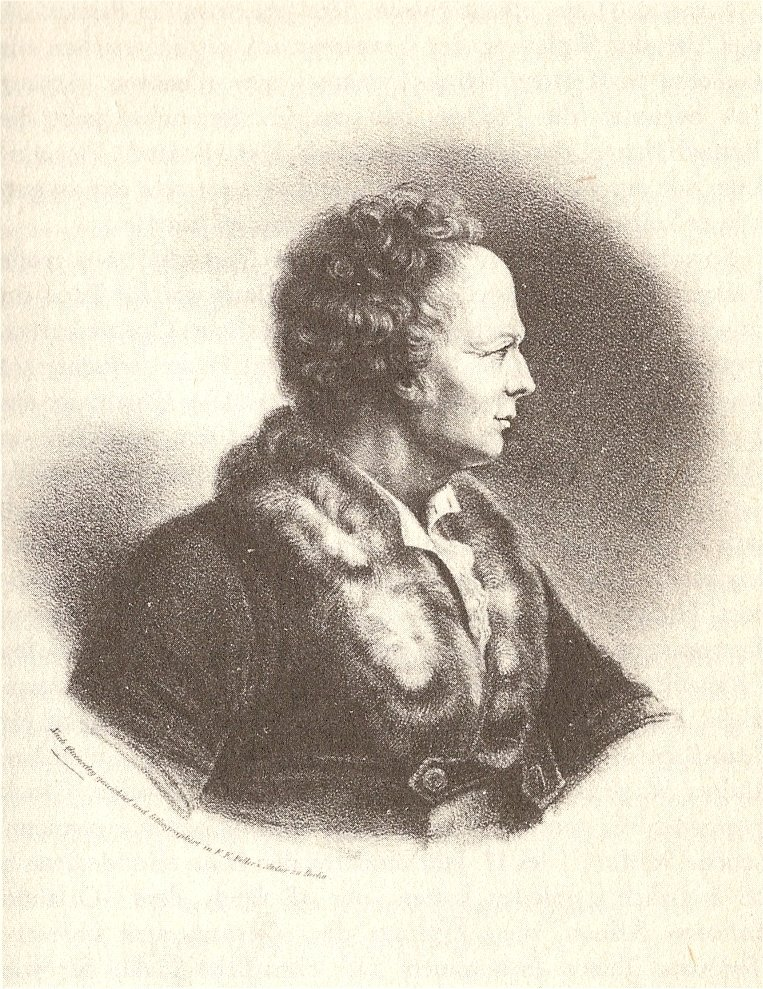
Gluck em torno de 1750

Sammartini introduziu-o no estilo italiano, aperfeiçoou sua escrita sinfônica e completou seu treinamento em todos os principais instrumentos da orquestra. Em 1741 Gluck estreou com sucesso, no Teatro Ducal de Milão, sua primeira ópera, Artaserse, com libreto de Metastasio. Iniciava-se uma série regular de óperas, que foram bem recebidas: Demofoonte (1742), Arsace (em colaboração com Giovanni Battista Lampugnani, 1743), Sofonisba (1744), Ippolito (1745), todas para Milão, mais Cleonice (Demetrio) (1742) para Veneza; Il Tigrane (1743) e  Ipermestra (1744) para Crema, e Poro (1744) para Turim. Muitas dessas obras utilizaram libretos consagrados de Metastasio que também foram musicados por outros compositores como Hasse, Vivaldi e Händel, mas da maioria delas só restam fragmentos da música. Seguiam todas o modelo da ópera séria italiana, gênero que havia se consolidado no período Barroco, conquistara grande parte da Europa e fazia as maiores celebridades. Nessas primeiras obras Gluck mostrou dominar a linguagem padrão do gênero, mas não cedendo em demasia a seus excessos dramáticos e ornamentais, empregando uma abordagem que tinha mais charme e melodismo do que intensidade passional. Por outro lado, em alguns momentos ele já mostra possuir capacidades incomuns de caracterização musical dos personagens, qualidade que se tornaria uma das marcas de sua produção madura.
Em 1745 lorde Charles Sackville, diretor da ópera italiana do Haymarket Theatre, convidou-o para visitar a Inglaterra. O objetivo do convite era abalar a hegemonia que Händel conquistara na cena operística londrina. Por causa de agitações políticas, o plano teve de ser adiado até 1746 para ser posto em prática, quando foram encenadas La caduta dei giganti e Artemene. A primeira tinha um libreto de Francesco Vanneschi glorificando o Duque de Cumberland pela sua vitória contra o Príncipe de Gales, e a segunda era uma reelaboração de material seu mais antigo. Nenhuma das duas teve sucesso. Gluck e Händel se apresentaram juntos em março de 1746 em um concerto no Haymarket Theatre tocando obras de ambos. Gluck tornou-se um fervoroso admirador do rival, mas o interesse recíproco de Händel é incerto; tem sido sempre citada a frase em que Händel diz "meu cozinheiro Waltz sabia mais contraponto do que ele", mas pode ter sido uma brincadeira, e é preciso notar que o contraponto nunca desempenhou papel relevante na sua produção. Em Londres deve ter-se encontrado com o ator David Garrick, afamado pelo seu estilo expressivo e vivaz de interpretação.
Associando-se como compositor e maestro a duas companhias itinerantes de ópera, Gluck viajou por diversas cidades europeias no período entre 1747 e 1750, compondo diversas obras e apresentando-as em ocasiões importantes. Também dava concertos como solista de harmônica de vidro e violoncelo. Em 1747 a ópera-serenata Le nozze d'Ercole e d'Ebe foi encenada no Castelo de Pillnitz, em Dresden, no casamento de membros das famílias ducais da Baviera e da Saxõnia. Em 1748 foi escolhido pela corte de Viena para compor Semiramede riconosciuta, a partir de libreto de Metastasio, para a inauguração do Burgtheater. Apesar de Metastasio ter considerado a música "insuportavelmente bárbara", a obra foi recebida com entusiasmo. No mesmo ano foi para Copenhagen, onde escreveu La contesa dei Numi para comemorar o nascimento do herdeiro do trono dinamarquês. Voltou a Praga, escrevendo Ezio (1750) e Issipile (1751–52). A esta altura ele já era um nome bastante conhecido e apreciado nos melhores círculos.
Em 1750 casou-se em Viena com Marianne Bergin (Maria Anna), de dezoito anos, filha e herdeira de um rico mercador que tinha fortes laços com a corte. Passaram a lua-de-mel em Nápoles, onde Gluck apresentou La clemenza di Tito em homenagem ao rei Carlos VII. Assim como Ezio, em La clemenza di Tito seu estilo já mostra estar se direcionando para novos caminhos. Graças à fortuna adquirida com o casamento, Gluck passou a desfrutar de grande independência. Ao que tudo indica, foram felizes juntos, mas não teriam filhos. Entre 1752 e 1753 o casal se estabeleceu em Viena. Sem demora o músico encontrou um influente patrono, o marechal-de-campo príncipe Joseph Friedrich von Sachsen-Hildburghausen, que o fez seu diretor de música e regente da sua orquestra, e pouco depois, mestre-de-capela. No palácio do príncipe, Gluck encontrou um palco para projetar-se no competitivo mercado vienense, uma das principais capitais musicais da Europa. Dava ali concorridos concertos semanais apresentando sinfonias e árias. Em 1754 causou forte impressão sua ópera-serenata Le Cinesi, apresentada suntuosamente no Castelo de Schlosshof diante da família imperial, provavelmente influindo na decisão do diretor do teatro da corte, o conde Giacomo Durazzo, de empregar Gluck no serviço imperial como encarregado da música teatral e acadêmica da corte. O conde seria um importante colaborador, e a posição obtida impulsionaria sua evolução artística e consolidaria sua reputação internacional. Essa posição lhe deu meios também de aperfeiçoar sua cultura e seu traquejo social, fazendo muitas leituras de autores franceses e estabelecendo contatos com outros artistas proeminentes, como Carl Ditters von Dittersdorf e o mestre-de-capela da corte Giuseppe Bono. Sua fama começava a se alargar.
A sucessão de óperas prosseguiu: La danza e L'innocenza giustificata (1755), Il rè pastore e Antigono (1756), esta apresentada em Roma, onde recebeu do papa a Ordem da Espora de Ouro, que naquela época ainda conferia nobreza. A partir de então, como tinha direito, passou a assinar cavaleiro Christoph Willibald von Gluck. Em 1756 inaugurou explorações em um novo gênero, o das comédias vaudeville francesas, de caráter popular, das quais Tircis et Doristée é um exemplo. Várias outras aparecem nos anos seguintes, sendo bem recebidas, mas já se distanciam do modelo padrão do vaudeville, ganhando contornos originais. Em La rencontre imprévue, escrita em 1764, todos os traços do gênero se apagaram, tornando-se uma legítima ópera cômica. O autor inovaria no campo cômico acrescentando-lhe ainda uma densidade estrutural e dramática avançada, como ocorre com L'Île de Merlin e L'Ivrogne corrigé.

## Maturidade e anos finais

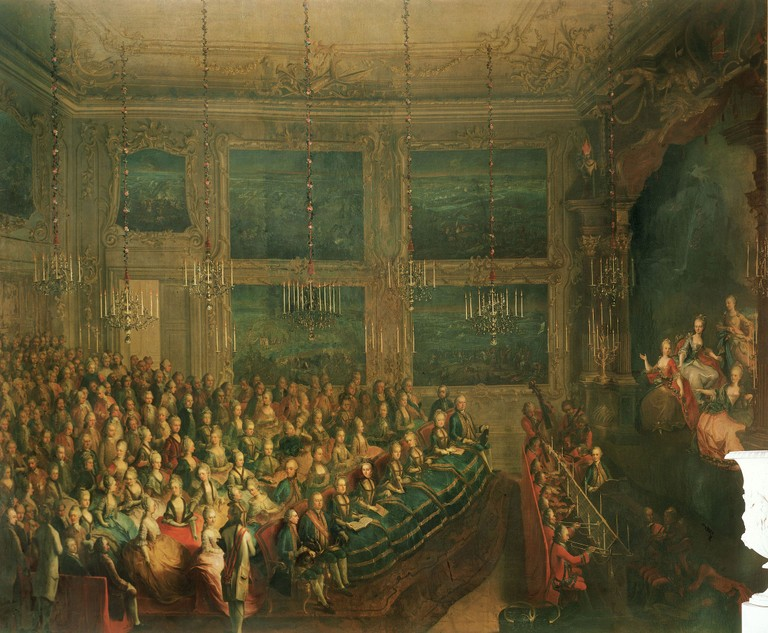
Apresentação na corte de Viena de Il Parnaso confuso, 1765, com as filhas da imperatriz nos papeis principais

Em 1761 estava Viena Ranieri de' Calzabigi, poeta, diplomata, erudito classicista, especulador financeiro, aventureiro e libertino. Apresentado a Gluck pelo conde Durazzo, iniciaram uma colaboração. Seu primeiro trabalho conjunto foi o bailado Don Juan, que foi um grande sucesso e que representa um divisor de águas, iniciando sua fase reformada, com a música desempenhando uma função essencial na condução dramática do enredo. Influenciado por filósofos iluministas e pela tradição clássica, Calzabigi havia escrito um outro libreto que era uma versão do mito grego de Orfeu e Eurídice, abordado de forma naturalista e integrada, que foi saudado entusiasticamente pelo círculo de Gluck, resultando na ópera Orfeo ed Euridice, apresentada em 1762. A esta altura o compositor já havia amadurecido sua ideia de dar à ópera séria italiana — gênero formal, pomposo e solene — mais simplicidade musical, mais veracidade na caracterização dos personagens, e mais agilidade e coerência dramática, metas que Calzabigi compartilhava e defendia em vários artigos na imprensa, despertando considerável debate público. Orfeo é a primeira obra importante em que esses ideais já se encontram visivelmente articulados, saudada de início com algum ceticismo e surpresa, mas logo aclamada. A colaboração com Calzabigi renderia mais dois frutos: Alceste (1767) e Paride ed Elena (1770). A última foi um fracasso, Calzabigi mudou-se para Itália no ano seguinte e eles não trabalharam mais juntos. Como disseram no prefácio de Alceste, "a música deve servir a poesia através da expressão e seguir as situações da história, sem interromper ou prejudicar a ação com ornamentos supérfluos e inúteis". Gluck concebeu suas óperas em estruturas de largo fôlego, que tinham notável continuidade de ação e integravam muito mais texto e música do que seus antecessores, mas ele creditou o principal impulso para a reforma da ópera a Calzabigi.

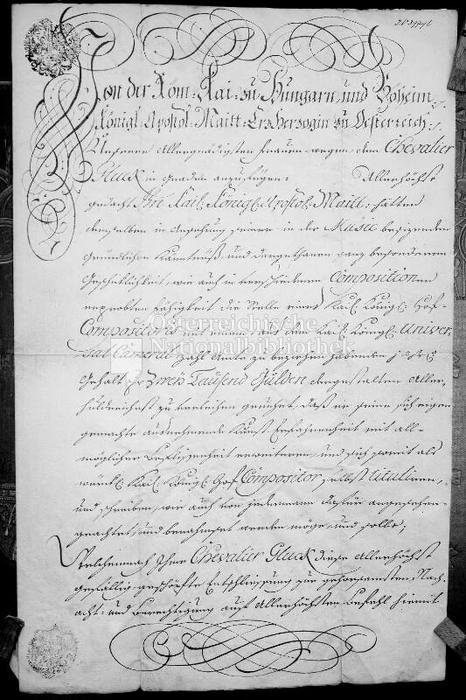
Nomeação de Gluck como compositor da corte de Viena, 18 de outubro de 1774

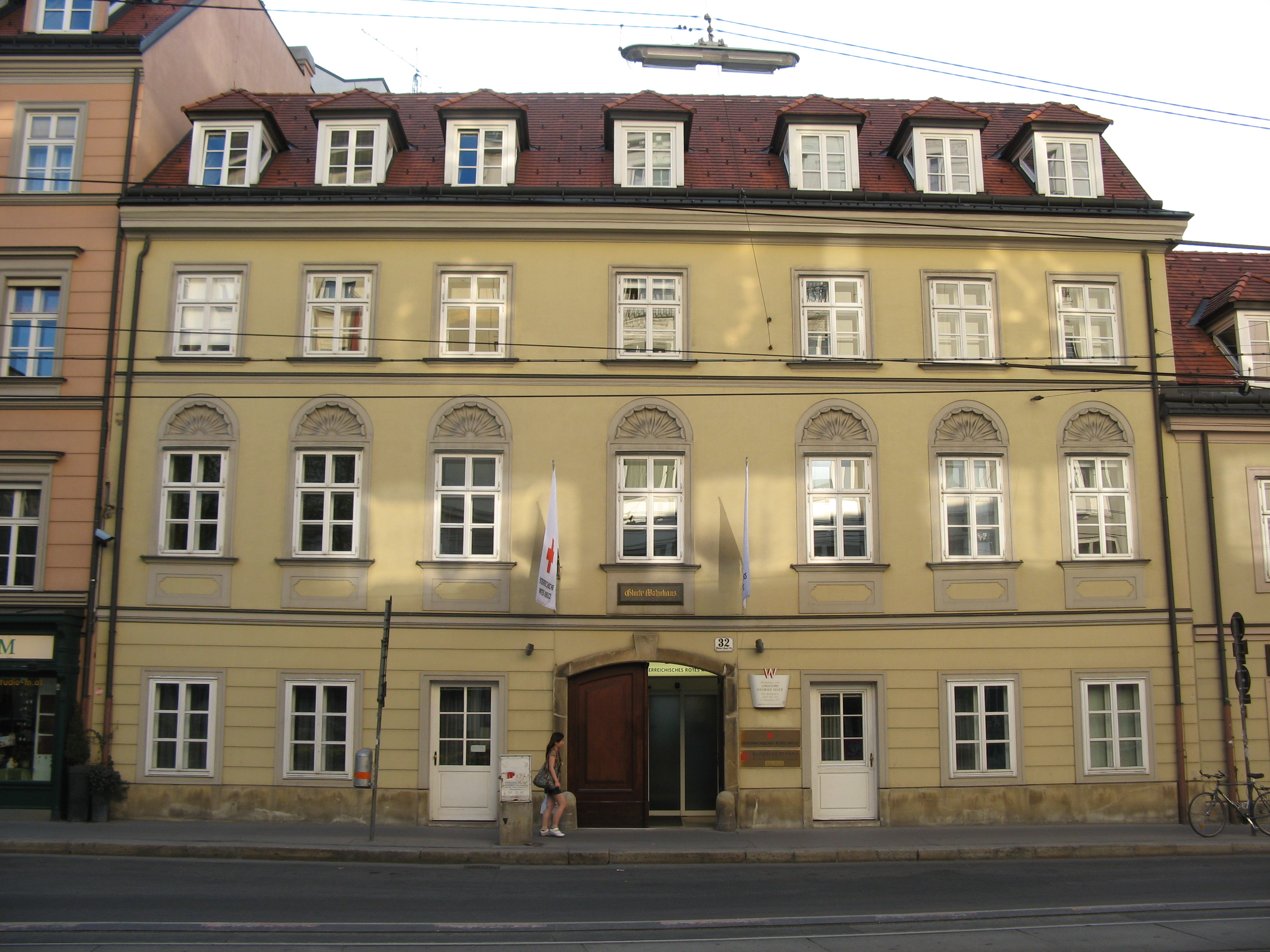
Casa de Gluck em Viena

Nesses anos ele escreveu várias outras obras por encomenda, entre elas Il trionfo di Clelia (Bolonha, 1763), a segunda versão de Ezio (Viena, 1763), mais Il Parnaso confuso, o bailado Semiramide e Telemaco o sia L'isola di Circe, escritas para o casamento do imperador José II em 1765. Seguiram-se Il prologo (Florença, 1767), La vestale (Viena, 1768) e Le feste d'Apollo (Parma, 1769). Várias delas usaram libretos de Metastasio, e sua adesão às reformas que propunha foi desigual neste grupo.
Tendo sido contratado para apresentar sete obras na Ópera de Paris, demitiu-se da corte e em 1773 mudou-se para a capital francesa. Em 1774 apresentou Iphigénie en Aulide, com libreto de François-Louis Leblanc a partir de uma tragédia de Racine. Escrita no estilo reformado, que tinha algumas afinidades com a austera tradição operística francesa, a obra teve um sucesso extraordinário, sob a regência do autor, mas os ensaios se prolongaram por seis meses até Gluck certificar-se de que os músicos franceses traduziam bem suas intenções. A versão francesa do Orfeo teve a mesma calorosa receptividade. Voltou a Viena brevemente para assumir o cobiçadíssimo posto de compositor da corte, responsável por toda a música de entretenimento e de cerimônia que envolvia a família imperial e o alto governo, além de ser encarregado de dar aulas aos filhos do imperador. Delegou suas funções a subordinados e em 1775 estava em Paris novamente, buscando explorar um mercado que parecia tão promissor. Mas os planos se frustraram. L'arbre enchanté (1775) não causou grande impressão, e a versão revisada de Cythère assiégée, bem como a versão francesa de Alceste, foram ambas um fracasso. Desalentado, e ainda mais entristecido com a morte de sua sobrinha Marianne, a quem havia adotado, Gluck decidiu voltar a Viena em 1776.
O impacto da sua presença em Paris foi imediato, mas não gerou unanimidade. Combatendo as inovações de Gluck formou-se um partido liderado por Nicolò Piccinni (1728–1800), de origem napolitana e compositor renomado de óperas bufas. A controvérsia envolveu músicos e público e continuou mesmo depois da partida de Gluck, sendo publicados mais de mil panfletos em Paris na década de 1770 discutindo sua produção, mas ele não participou diretamente e deixou que sua música e seus apoiadores advogassem por si. Em Viena o compositor produziu Armide e esboços para Roland, mas em 1777 retornou para a França para apresentar Armide, que reacendeu a polêmica pública e levou a guerra entre os teatros para um clímax. Em carta o autor disse à Condessa de Friess que o furor causado pela música era tanto que as pessoas saíam do teatro descabeladas e com as roupas suadas e descompostas, e que havia seis passagens que punham o público completamente fora de controle. Na temporada de 1779 apresentou Iphigénie en Tauride, que lhe garantiu o seu maior e mais lucrativo sucesso em Paris, acompanhado por outra batalha de panfletos, mas no mesmo ano Écho et Narcisse foi quase ignorada. Havia problemas adicionais: ele era alemão, tradicionais rivais dos franceses, e protegido da rainha-consorte Maria Antonieta (sua antiga aluna), também uma estrangeira, e que não tinha a simpatia dos seus súditos. Seus problemas aumentaram quando ele sofreu um derrame, forçando-o a abandonar Paris para sempre. A controvérsia entre os gluckistas e piccinnistas se estenderia em Paris por mais de quarenta anos.

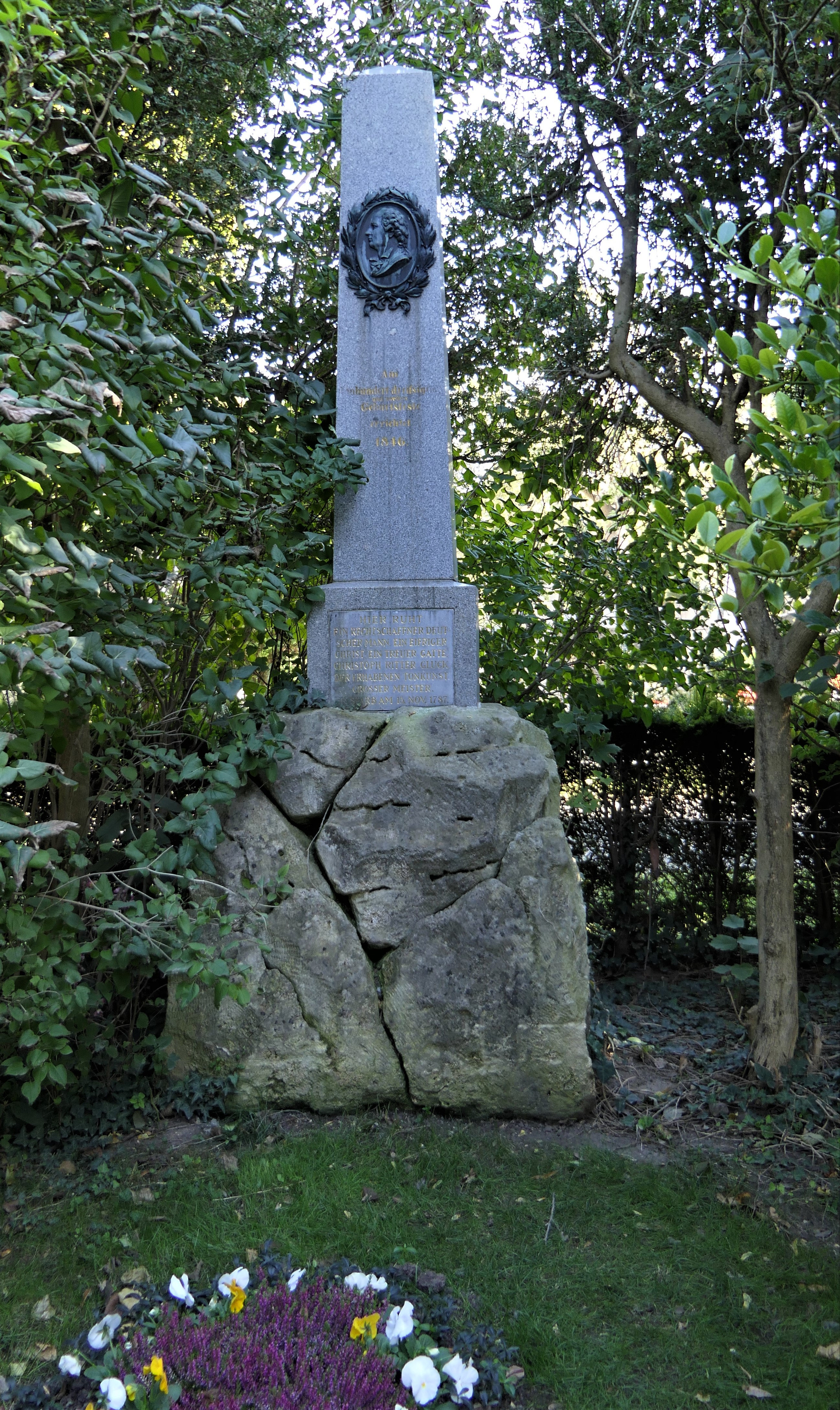
Sepultura de Gluck em Viena

O compositor conseguiu recobrar a saúde, o que lhe permitiu continuar seu intenso ritmo habitual de trabalho e reassumir suas plenas funções na corte, que durante seu período de viagens repetidas à França haviam sido negligenciadas. Apoiou Mozart e foi professor de Salieri. Não saiu mais de Viena, e ali compôs ainda uma versão revisada de Écho et Narcisse e uma versão alemã de Iphigénie en Tauride, além de outras obras menores, desfrutando de popularidade ímpar na capital austríaca. Rico e famoso, vivia agora como um príncipe, dando esplêndidos banquetes para seus muitos amigos. Em 1781 sofreu um segundo derrame, que lhe tolheu parte dos movimentos e pôs um ponto final em sua carreira pública. Não se recuperou mais e em 15 de novembro de 1787 teve um terceiro e fatal derrame. Seu desaparecimento causou grande consternação em Viena.
Uma boa descrição do artista foi deixada por seu vizinho parisiense Johann Christian von Mennlich: "Gluck tinha uma altura acima da média; sem ser corpulento, era compacto, forte e musculoso; sua cabeça era redonda; sua face, ampla, rústica e marcada pela varíola; seus olhos eram bastante pequenos e encovados, mas eram brilhantes, incandescentes e expressivos. Tinha uma natureza ousada, chamava uma espada de espada, e por esta razão chocava os ouvidos dos parisienses vinte vezes por dia. Não era abalado pelo elogio se vinha de pessoas que não apreciava, e dizia que só desejava agradar os conhecedores. Era dado a comer e beber demais, sem que isso lhe fizesse mal. Trabalhava pelos seus interesses, não tinha pudor em demonstrar seu gosto pelo dinheiro, e não escondia uma forte tendência ao egoísmo, especialmente à mesa, onde arrebatava as melhores porções".

## Gluck e a reforma da ópera
Na geração de Gluck a ópera ainda era o mais popular dos gêneros eruditos. No terreno da ópera de conteúdo histórico, alegórico, trágico, laudatório ou mitológico — a chamada "ópera séria" — os italianos dominavam, embora se formassem bastiões de resistência em centros importantes, como na França, que criava sua própria ópera nacional sob a direção de Lully (ironicamente, um italiano de nascimento). Na Itália o Barroco dera à ópera imensa suntuosidade, e levava aos palcos cantores de altíssimo virtuosismo, onde se incluíam castrati. Uma representação típica podia ressuscitar mitos da Grécia Antiga e trazer seus deuses à terra para interagir com os homens, às vezes para castigar injustiças, às vezes para impor provas terríveis, ou podia narrar um fato histórico contundente que fazia alusão a algum contexto presente, ou recriava a vida de heróis e amantes famosos, onde as virtudes da fidelidade, honestidade, caridade, generosidade, altruísmo e outras são testadas e valorizadas. Os personagens eram integralmente bons ou maus, não havia meios-termos ou ambiguidades psicológicas, embora a conversão dos maus e traidores fosse um tema recorrente. Os protagonistas heroicos, quase invariavelmente da nobreza, falavam entre si uma linguagem cerimonial e retórica, onde os gestos polidos e a tirada galante ou a bravata de coragem são parte da própria essência e sentido de suas vidas.

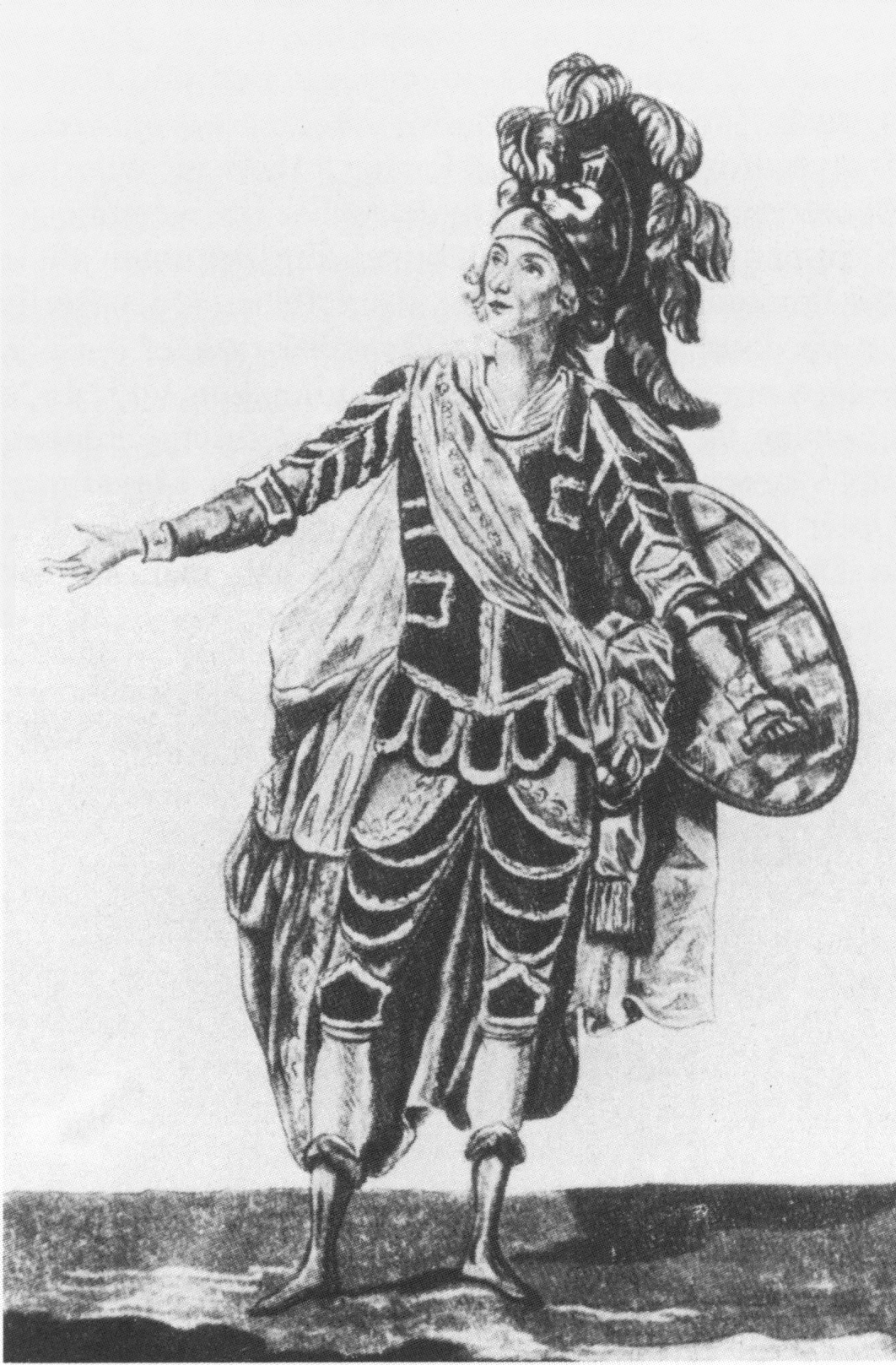
Figurino para Armide

Não havia continuidade na ação. Os recitativos conduzem o desenvolvimento da trama, mas são curtos e partes musicalmente pouco relevantes no conjunto da ópera; não são canto e sim declamações, entregues a um solista ou dois em diálogo e apenas um baixo contínuo de acompanhamento, que se resume muitas vezes em um simples cravo e se limita a sustentar harmonicamente o solo. Durante as apresentações, nos recitativos muitos levantavam, passeavam pelo teatro e comiam e bebiam, ou conversavam com seus vizinhos de camarote sobre assuntos do dia. O interesse real do público estava nas árias, onde se exibiam os grandes cantores, eletrizando as plateias com suas habilidades vocais extraordinárias, acompanhados por toda a orquestra e muitas vezes em meio a recursos cênicos elaborados como efeitos de relâmpagos e trovões, animais em palco e personagens voando pelos ares. Contudo, nas árias não há ação dramática nenhuma. Seus textos meditam sobre os acontecimentos anteriores descritos nos recitativos, descrevem sentimentos e o caráter do personagem ou planejam ações futuras. E eram longas e repetitivas; duas estrofes de quatro versos cada podiam render de duzentos a trezentos compassos de música, composta em grande parte de maneira a explorar ao máximo o virtuosismo dos cantores e não para ilustrar melhor o sentido do drama naquele momento. Os libretos, de fato, eram repetitivos e previsíveis, sempre girando em torno de uns poucos esquemas dramáticos de sucesso garantido, e sua qualidade literária em geral era medíocre. Cada situação, cada emoção mostrada, tinham seu modelo ideal de representação, codificados na doutrina dos afetos, e imitados à exaustão por todos os compositores. A redundância era tão grande que muitas vezes árias podiam ser tranquilamente suprimidas ao gosto do cantor e substituídas por outras, até de outros autores, desde que ilustrassem o mesmo contexto.
À parte suas incongruências, o gênero se revelou um sucesso internacional duradouro. Vivia-se então num período de monarquias absolutas; em grande parte a ópera transportava para enredos altamente estilizados e idealizados o cerimonial cortesão e o código de etiqueta da nobreza, que via na ópera séria uma grande celebração e representação dos seus ideais e valores, ou pelo menos aqueles que queria sustentar publicamente para legitimar-se como governantes bons e justos, dignos das suas riquezas, poder e privilégios. Ao mesmo tempo, pretendia dar uma lição moral, colocando-se como exemplo a ser seguido. A despeito de suas ligações com o poder e a nobreza, os teatros faziam sessões públicas e a ópera desde sempre foi uma atração muito popular, despertando paixões coletivas.
No prefácio de Alceste foi incluído um famoso manifesto apresentando a proposta de reforma da ópera séria. A autoria do texto é incerta, possivelmente seja uma colaboração entre o músico e seu libretista Calzabigi. Pretendiam de modo geral simplificar o gênero e torná-lo mais acessível, aplicando um estilo mais natural na declamação, amarrando melhor a relação entre palavra e música, e rejeitando a estaticidade, o artificialismo, a escassa ação dramática, a fragmentação estrutural e a rigidez do modelo consagrado por Metastasio, possivelmente o mais apreciado libretista da época. Os recitativos secos (voz acompanhada por um cravo) são virtualmente eliminados em favor dos mais dinâmicos recitativos acompanhados (voz acompanhada por um grupo instrumental ou toda a orquestra) e ariosos, que são interligados às árias estabelecendo com elas afinidades rítmicas, tonais e instrumentais. As árias devem ser simples, sem os exageros de retórica e sem a pirotecnia vocal que era típica do gênero, e libertas do monótono e invariável padrão AABBAA consagrado pelas gerações anteriores. Os coros e bailados ganham peso na condução da trama. Reagia o músico contra o convencionalismo, a dramaticidade e o decorativismo do Barroco e buscava, em suma, uma economia, moderação, equilíbrio e pureza clássicas, mais próximo da natureza e da vida real das pessoas do que das sofisticações cortesãs, mas pode não ser fácil definir até que ponto sua música foi o resultado de sua teoria ou o contrário.

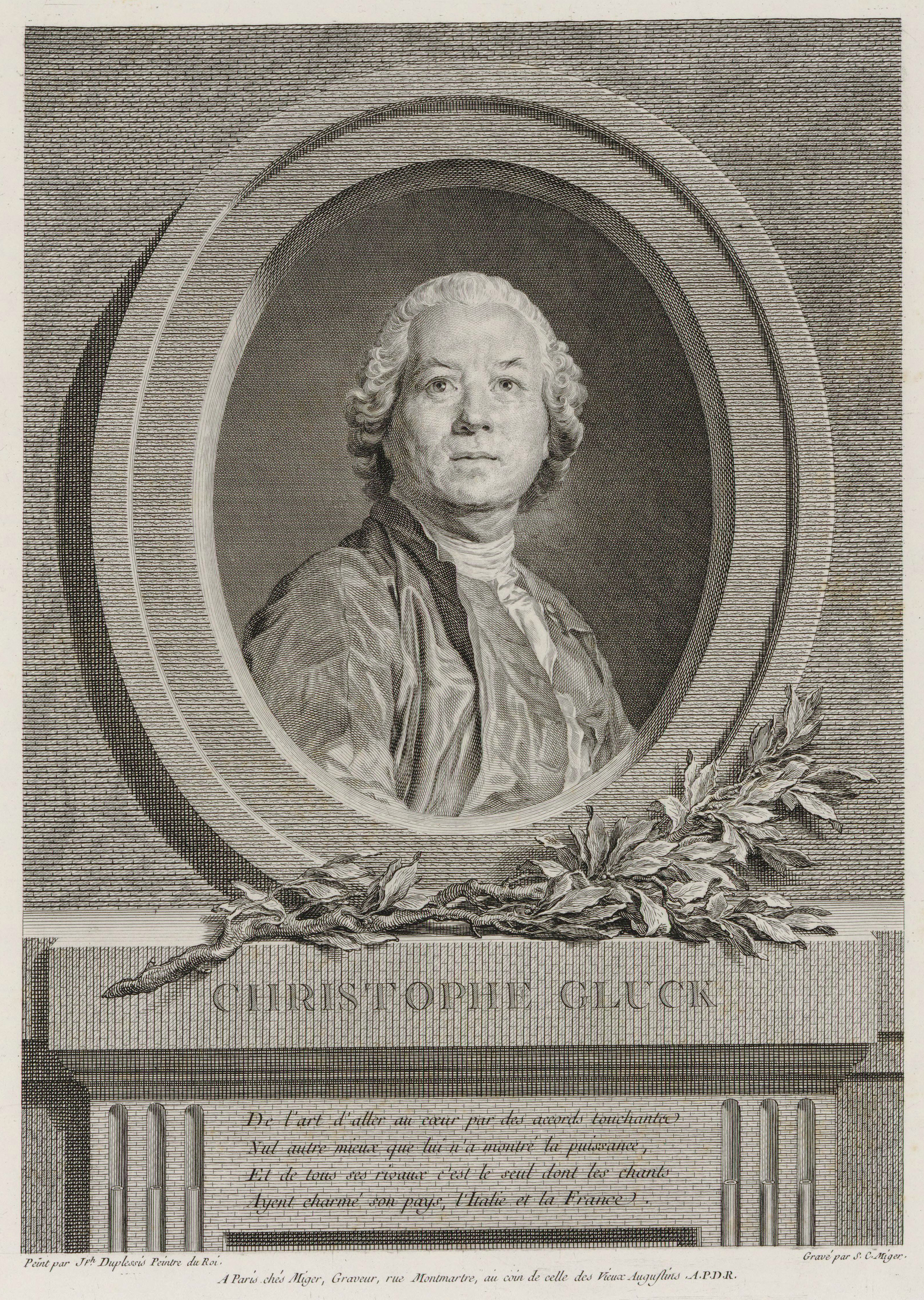
Retrato de Gluck em 1776

Ele não foi um revolucionário isolado. Händel, que era reverenciado por Gluck, já havia deixado um importante legado para a renovação da ópera fazendo uma caracterização psicológica mais realista dos personagens e dissolvendo parte das formulações rígidas da ópera séria, a ponto de Arnold Schering dizer, no início do século XX, que se alguém comparasse Theodora (1750) de Händel com Orfeu e Eurídice (1762) de Gluck, não hesitaria em atribuir a Händel tudo, e talvez mais, do que vinha sendo atribuído ao outro mestre. Romain Rolland estava convencido de que se Händel tivesse visitado a França, a reforma teria iniciado décadas antes.
Muito interessado no público francês, o maior da Europa depois do italiano, Gluck também procurou abrir linhas de diálogo com a tradição criada por Lully, que havia sido elevada à condição de estilo nacional, e tinha certas afinidades com seu projeto, ainda que se originasse de uma época e contexto diferentes. A França nunca se adaptou bem ao verborrágico e irregular Barroco italiano e elaborou uma versão mais enxuta e classicista do estilo; tinha também uma rica tradição na tragédia falada e na arte declamatória, e muitos textos de importantes autores foram adaptados para a ópera séria francesa, que lá era chamada de "tragédia lírica", outra importante influência para Gluck. Suas árias eram curtas e não se cristalizavam em um padrão estrutural constante, permanecendo mais livres e abertas ao contexto dramático. Também evitavam o excesso ornamental e davam grande atenção a uma prosódia natural. Os recitativos se integravam às árias e os coros exerciam um papel significativo no conjunto. Nas adaptações de Gluck ao gosto francês as linhas vocais ganham um sentido mais declamatório e exploram mais contrastes, bem como ele dá maior atenção às texturas da orquestra, criando atmosferas mais sugestivas. Ao mesmo tempo, usa a orquestra com maior eficiência dramática. Ele também encurta as árias e dissolve a estrutura tripartida italiana, encadeando-as aos recitativos, e dá mais densidade e flexibilidade à caracterização psicológica dos personagens. Também teve um papel na formação de seu estilo reformado sua experiência com a ópera cômica francesa, com seus libretos ágeis e musicalização econômica, naturalista e subordinada ao texto.
De certa forma, Gluck foi um produto necessário de seu tempo. Em sua geração o movimento geral pela renovação da ópera era irresistível, o contexto social já era outro desde a fundação do gênero no século XVI, e tudo mudava. Na própria França havia uma corrente que já considerava Lully ultrapassado e se voltava para padrões mais simples, orgânicos e dinâmicos, embora buscasse na ópera cômica italiana seu novo modelo. Estilisticamente sua formação deve ao passado Barroco, e jamais se desvencilhou totalmente do princípio básico da doutrina dos afetos, que previa em essência uma adequada ilustração sonora da palavra, embora a tenha reinterpretado e introduzindo novos elementos. Muitos dos "novos" conceitos de Gluck para a música não eram realmente novos, eram releituras das filosofias clássica e iluminista, da tragédia e da ópera cômica francesas, e ele reconheceu pessoalmente seu grande débito com Händel e com seus ilustrados libretistas, especialmente Francesco Algarotti, autor de um influente tratado sobre ópera, e Ranieri de' Calzabigi, ligado aos iluministas, que podem ter de fato sido mais do que colaboradores, e sim mentores do compositor. Também são dignas de nota a colaboração do conde Giacomo Durazzo, um ardente reformista e diretor do teatro da corte de Viena, e as propostas de Jean-Georges Noverre e Gasparo Angiolini para bailados e pantomimas mais expressivos e gestuais, bem como as de David Garrick para o campo do teatro falado, todos com contribuições importantes a dar na concepção unificada de ópera almejada por Gluck e sua corrente. Gluck teve precursores e bases, mas não deve ser subestimada uma contribuição pessoal importante do compositor para o desenvolvimento de todo esse processo; seu engajamento e produtividade fazem dele um protagonista e não um instrumento passivo. De qualquer forma, é mérito seu ter adotado a doutrina e ter-se feito dela seu campeão, dando-lhe forma concreta e exercendo larga influência.

## Principais composições

### Orfeo ed Euridice

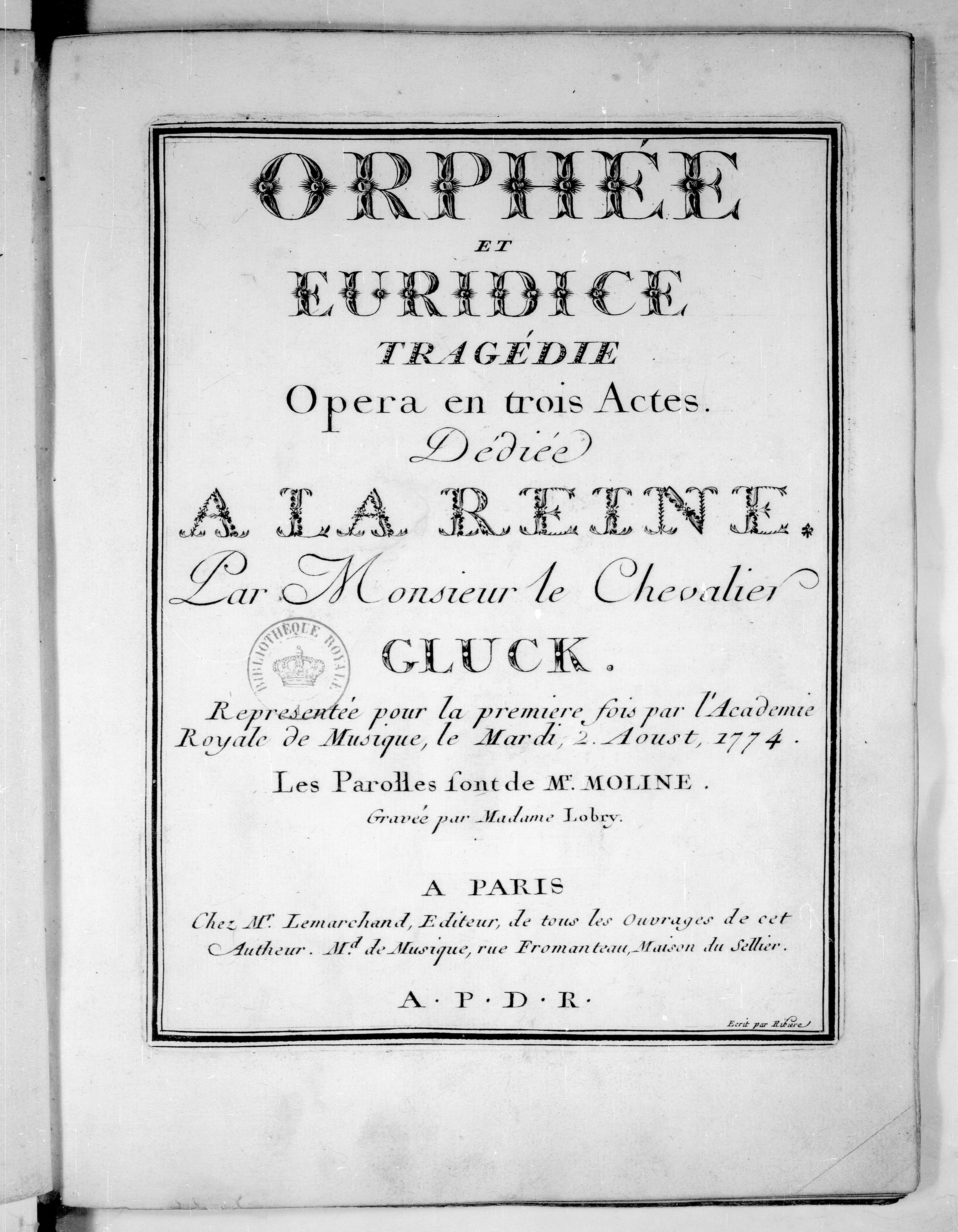
Capa da versão francesa de Orfeu e Eurídice

A ocasião para levar à cena a sua primeira ópera reformada ocorreu em 5 de outubro de 1762 por ocasião dos festejos em homenagem ao imperador Francisco I. A coreografia foi de Gasparo Angiolini e a cenografia de Giovanni Maria Quaglio. Orfeo ed Euridice se baseia num popular mito grego, no qual Orfeu, filho de Apolo, e Eurídice, uma ninfa, estão prestes a casar, quando a noiva morre, picada por uma serpente. Inconsolável, Orfeu desafia a lei divina e vai buscá-la no mundo dos mortos, de onde ninguém podia sair. A intensidade da sua súplica e a beleza sobrenatural do seu canto sensibilizam Perséfone, a rainha dos mortos, que faz seu esposo Hades conceder-lhe o direito de resgatar Eurídice, desde que até retornar à superfície não ousasse olhar sua face, condição que ele aceita. No entanto, no caminho, sua paixão pela noiva lhe quebra a fortaleza, ele cede ao desejo, e a olha nos olhos, e com isso Eurídice volta para as sombras irrevogavelmente.
O libreto de Calzabigi era radical. Ao contrário de todas as versões anteriores da lenda grega levadas aos palcos, a ação começa com Eurídice já morta. Os personagens são reduzidos a três: Orfeu, que domina a cena na maior parte do tempo, Eurídice e o deus Amor, além de um coro que assume várias funções. A poesia é simples, leve e nobre e o coro desempenha papel fundamental em toda a trama. A inspiração principal do libretista foi o teatro clássico; dizia: "Reduzido à forma da tragédia grega, o drama [cantado] tem o poder de despertar a piedade e o terror e atuar sobre a alma da mesma forma que as tragédias faladas". Apesar disso, ele rejeitou o cânone aristotélico da unidade de ação e deu liberdade ao desenvolvimento. Em termos musicais, Gluck baniu a ária da capo (AABBAA), inibindo os excessos de virtuosismo dos cantores. Não há espaço para improvisações e os recitativos acompanhados se tornaram tão importantes para a evolução do enredo quanto as árias, bailados e coros. A história dos amantes é narrada muito direta e intensamente, inserida em uma arquitetura integrada e contínua, sem as repetições e interrupções que caracterizavam a ópera italiana. Foi essencial para o sucesso a extraordinária performance do castrato Gaetano Guadagni no papel de Orfeu. Dono de uma voz poderosa e treinado pelo ator David Garrick, levou para a caracterização do personagem um profundo entendimento da proposta de Gluck e um vasto repertório de movimentos e gestos que enfatizavam o texto e aproveitavam a dinâmica da música.
Na versão francesa de 1774, estreada em 2 de agosto no Palais Royal e intitulada Orphée et Eurydice, várias coisas importantes foram modificadas. Orfeu foi cantado por um tenor e teve sua parte rearranjada, a orquestração mudou e foram acrescentadas várias árias e cenas de dança. O efeito não se perdeu: artigos na imprensa parisiense louvaram a obra entusiasticamente dizendo que ela exibia o poder prodigioso que a Antiguidade atribuía à Música: o poder de tocar as almas, e registros do público se multiplicavam dizendo-se "transportados para o coração de um templo grego", ou "imersos no tempo das antigas tragédias". Outros diziam-se perturbados e iam às lágrimas, "tomados das mais violentas emoções".
Embora no mito original Orfeu no fim perca sua Eurídice para sempre por violar o voto feito aos deuses, e ao contrário das versões de outros autores, na sua ópera o final é feliz, o erro de Orfeu é perdoado pelo Amor e o herói é recompensado por sua fidelidade à amada, que lhe é restituída, encerrando a obra com um alegre bailado. Após as dificuldades o bem é recompensado e o equilíbrio é restaurado. Isso significava que o destino não era pré-determinado, ou pelo menos não tão absolutamente como no drama grego, e sua música inovadora provava que a mudança era possível, apelando a uma sensibilidade emergente de um público novo, que buscava uma âncora para anseios difusos. A proposta de Gluck e seus amigos era a proposta de uma revolução moral e social, tanto quanto estética, como foi reconhecido ainda em sua geração, especialmente pelos franceses. Orfeo é a obra mais popular de Gluck, uma de suas realizações mais importantes e um marco na história da música ocidental. Berlioz fez uma adaptação pesadamente rearranjada da versão francesa, muito estimada no século XIX e ainda executada.

### Alceste

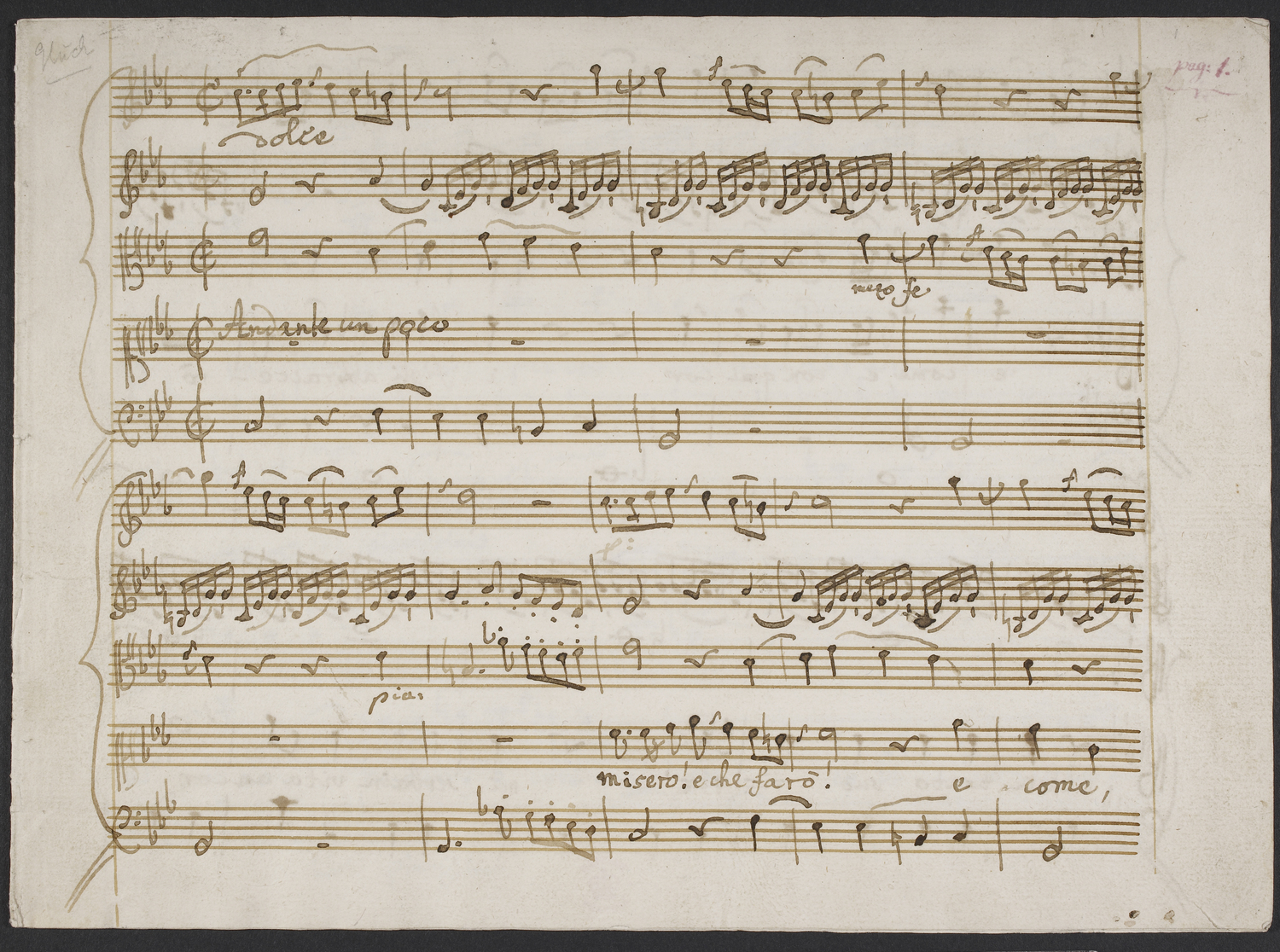
Página autógrafa de Alceste

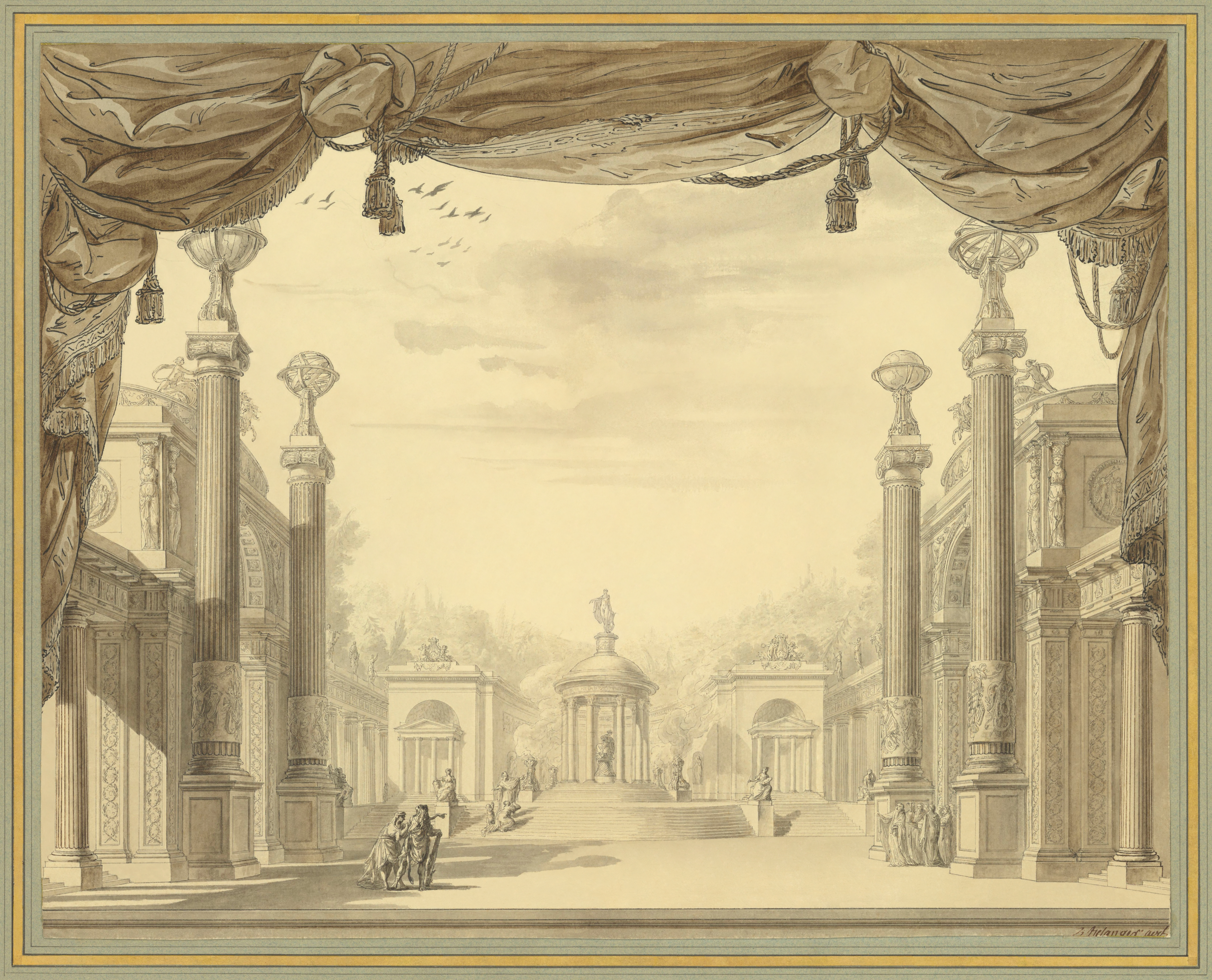
Projeto de cenário para a estreia francesa

Com libreto de Ranieri de' Calzabigi, Alceste foi inspirada em uma tragédia do grego Eurípides. Admeto, rei da Tessália, está às portas da morte. O deus Apolo, através de seu oráculo, diz que ele poderá viver se alguém tomar seu lugar no mundo dos mortos. Alceste, esposa do rei, se oferece. Ele implora que ela reconsidere, mas ela faz o voto, e morre. Depois de muitas lamentações, Apolo se compadece e devolve Alceste à vida.
O libreto simplificou consideravelmente a narrativa em relação ao original de Eurípides, removendo os eventos secundários e as meditações morais em torno das questões do destino, do dever, do livre arbítrio e da igualdade ou não das pessoas em relação ao direito à vida, concentrando-se nos temas do amor conjugal e do sacrifício por amor e nos sentimentos de tristeza e, depois, gratidão.
Estreada em 1767 em Viena, Alceste é tida como uma das melhores óperas do autor, e ficou famosa por seus grandes méritos musicais, pela sua densa abertura sinfônica, a primeira em que o conteúdo dramático da ópera já fica delineado, preparando o ouvinte para o que virá depois, e pela monumentalidade de sua concepção, mas também por explicitar em seu famoso prefácio o programa de Gluck para a reforma da ópera, que tem gerando muitos estudos por si só. Das óperas reformadas, Alceste é talvez aquela onde a caracterização psicológica dos personagens é mais trabalhada.
Contudo, Alceste tem uma estrutura irregular. O primeiro ato é muito organizado e o desenvolvimento melódico é sofisticado, mas essa força se perde um pouco nos outros dois atos, em parte porque o conteúdo temático e emocional de toda a obra é pouco variado e as opções de tratamento do compositor vão se tornando mais repetitivas, mas também porque o coro, importante fator para a variedade e densidade dramática no primeiro ato, é deslocado para um papel muito secundário nos outros. Na opinião de Randall Snyder, "suas falhas são mais de forma do que de conteúdo. O problema em Alceste resulta da colisão entre conceitos teóricos e a musicalidade prática. Gluck, na tentativa de evitar a fórmula italiana, que enfatizava as árias e os efeitos teatrais, talvez reagiu demais na direção oposta. Não obstante, esses problemas não diminuem a posição de Alceste como uma das mais influentes composições do século XVIII".
Em 1775 foi feita uma versão francesa, bastante modificada, estreada em Paris no ano seguinte. O libreto de François-Louis du Roullet tem menor qualidade literária mas concentra a ação e acentua o dramatismo, e a música é mais direta na descrição das emoções. Houve também significativa mudança no elenco. Os filhos Eumelo e Aspásia e a confidente Ismena são excluídos; o papel de Admeto, cantado por um castrato na primeira versão, foi atribuído a um tenor, o Oráculo e o Sacerdote passam de tenor para baixo, e Hércules, presente no original grego mas omitido na primeira versão, é reintroduzido e assume o papel de salvador no lugar de Apolo. Várias cenas novas são acrescentadas e a orquestração foi alterada e enriquecida, com destaque para o uso enfático dos metais e madeiras. Na segunda versão a ópera não teve uma recepção inicial muito boa, mas em pouco tempo as sessões tinham ingressos esgotados. Hoje a segunda versão é a preferida pela crítica, que segundo Stanley Sadie a considera "musicalmente mais rica, mais flexível, dramaticamente mais persuasiva e mais profunda no tratamento das emoções dos protagonistas".

### Iphigénie en Aulide
Tem três atos e foi estreada em 19 de abril de 1774 na Ópera de Paris. François-Louis du Roullet escreveu o libreto, baseado na tragédia Iphigénie de Jean Racine. No texto, Calcas, um adivinho, profetiza que para que o rei Agamemnon chegue com sua frota em Troia deve sacrificar sua filha Ifigênia à deusa Diana. Depois de muitos conflitos entre o rei, que queria salvar a filha, e o povo, que queria o sacrifício, a cerimônia enfim vai ser celebrada, mas antes disso a voz de Calcas se eleva e diz que Diana mudara de ideia, poupara a vida de Ifigênia e a dava em casamento ao herói Aquiles, a quem ela amava. Em 1776 apareceu uma nova versão com pequenas mudanças.
A ópera despertou surpresa e polêmica, mas não tardou para receber amplo reconhecimento. Depois de 50 anos de sua estreia havia sido apresentada mais de 400 vezes em Paris. O trio de protagonistas é um dos mais bem concebidos e caracterizados em sua produção, Gluck introduziu dois grandes monólogos para Agamemnon, recurso inédito na tradição operística, e a obra tem um vigor notável, embora não seja tão bem integrada em seu estilo e estrutura como a sua continuação, Iphigénie en Tauride.
Sua abertura tem um interesse especial, sendo muito comentada na época e muito estudada depois pelo seu caráter experimentalista e por ser considerada o primeiro grande exemplo de abertura "programática", fazendo um resumo do que a ópera iria apresentar em termos da psicologia dos personagens e da ambientação emocional das principais situações. Wagner a considerava a mais perfeita neste sentido, "pela forma em que o mestre condensa as principais ideias do drama em um arco poderoso, com uma clareza quase visual". Desta maneira, a abertura, antes uma peça de caráter inespecífico, se tornava parte integral do drama. A abertura de Alceste já havia sido um ensaio nesta direção, embora no prefácio do libreto o autor não tenha deixado muito claro o que pretendia fazer com as aberturas de modo geral. Diversos tratadistas do século XVIII já haviam apontado para a capacidade da abertura de preparar o ouvinte, mas a ideia não era posta em prática, pois em geral se considerava que a surpresa ao longo do desenvolvimento da obra lhe acrescentava força e era um elemento que devia ser preservado.

### Armide

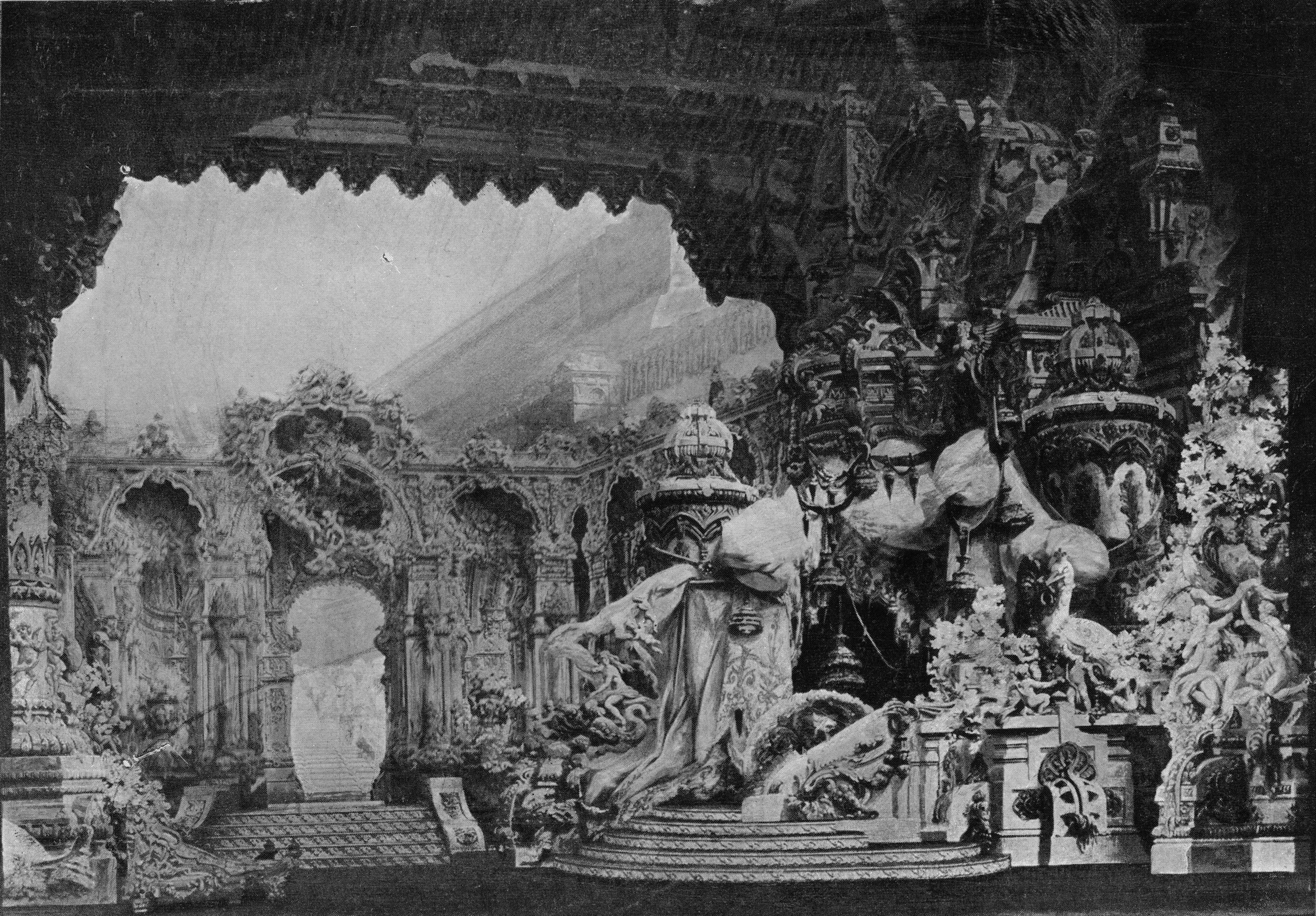
Cenário para uma apresentação de Armide em 1905 na Opéra Garnier

Gluck musicou o mesmo libreto que Lully havia musicado, escrito por Philippe Quinault em 1686 a partir de Gerusalemme liberata de Torquato Tasso, tratando do infeliz amor da feiticeira Armide, princesa de Damasco, pelo rei cristão Renaud, um cruzado. A decisão foi ousada, pois a Armide de Lully era uma das obras mais admiradas do autor, que dominava a tradição da ópera francesa. O libreto deve ter instigado Gluck pelo seu dinamismo e o desejo de agradar a plateia francesa deve ter influído em sua opção. Gluck também admirava Lully e provavelmente a ideia de uma homenagem estava incluída no projeto, mas o resultado expôs mais diferenças do que afinidades.
Armide recupera elementos das tradições italiana e francesa e revisita recursos empregados nas primeiras óperas de sua autoria e também nas obras reformadas, e é talvez uma das composições em que mais se pode encontrar manifesto o desejo de Gluck por uma música supra-nacional, mas isso não poderia ser muito bem aceito pelos franceses, cujo orgulho pelas suas conquistas no campo da ópera era imenso, e a turbulenta polêmica que seguiu-se à estreia em 23 de setembro de 1777 no Palais Royal de Paris prova o quanto as sensibilidades tradicionais foram afetadas. Paradoxalmente, já foi considerada a mais francesa das óperas de Gluck. Para Annalise Smith, "em sua fusão das tradições italiana e francesa, Armide é muito maior que a soma de suas partes. Reconhecendo os elementos da reforma operística do século XVIII inerentes ao libreto de Quinault, Gluck utilizou a habilidade musical que havia desenvolvido em suas óperas anteriores para criar um mundo cujos personagens são retratados de forma tão poderosa na música quanto no texto. A reconciliação desses dois estilos nacionais exigiu concessões de ambas as tradições operísticas. No entanto, por meio desse intercâmbio de características dramáticas e musicais, ambas as tradições foram revitalizadas e mais uma vez se tornaram relevantes para o público contemporâneo. Na criação desta ópera supranacional, Gluck preservou as melhores características de ambas as tradições operísticas, permanecendo fiel à sua própria concepção dramática e musical da ópera".
Ela não se tornou uma das suas composições mais populares, e das suas grandes óperas é a menos estudada pela crítica recente, mas permanece como um marco na história da ópera francesa e foi muito elogiada por Berlioz. Wagner a ressuscitou em 1843 e a polêmica voltou com ela, agora comparando o estilo de Gluck e Wagner, e estendendo-se por décadas. No século XIX foi considerada uma importante influência sobre Wagner. O próprio autor a considerava sua obra-prima.

### Iphigénie en Tauride

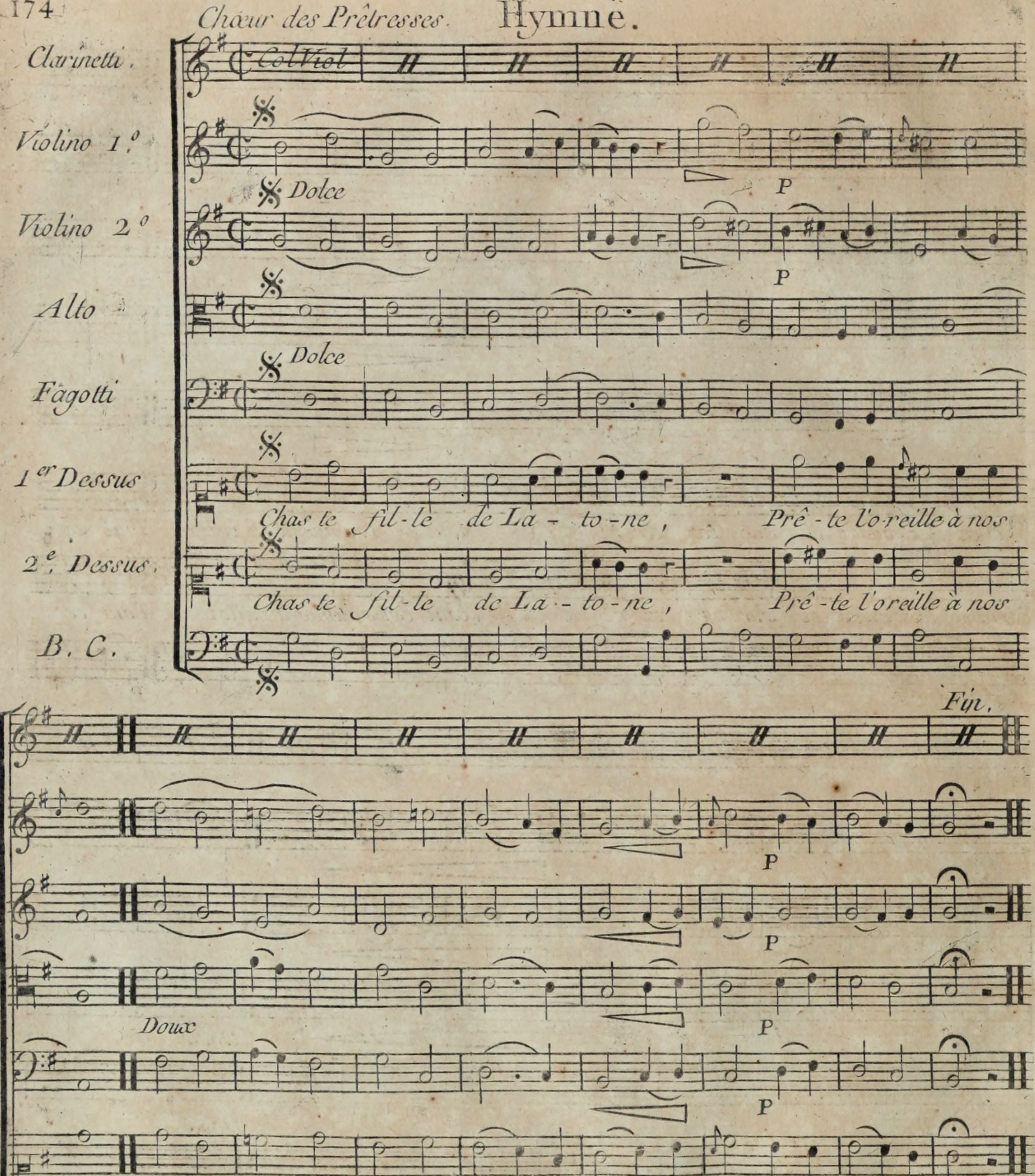
Página autógrafa de Iphigénie en Tauride

O libreto de Nicolas-François Guillard, em quatro atos, é baseado em geral na tragédia Ifigênia em Táurida de Eurípides, e particularmente em uma versão de Guimond de la Touche de 1757. Possivelmente um libreto de Marco Coltellini com música de Tommaso Traetta também foi influente na composição. Muito material musical é reaproveitamento de trechos de óperas mais antigas de Gluck. A ópera retoma a história de Ifigênia, envolvida agora na maldição da Casa de Atreu. Ifigênia inicia o drama como sacerdotisa de Diana no seu templo de Táurida. Ela tem um sonho perturbador onde vê sua mãe Clitemnestra matar seu pai Agamemnon, e em vingança seu irmão Orestes mata Clitemnestra, e por fim Ifigênia mata Orestes. Acordando sobressaltada, Ifigênia permanece tomada por sentimentos sombrios e implora que Diana lhe traga o irmão. Enquanto isso, Orestes e seu amigo Pylades naufragam na costa da Táurida, mas o rei Toas quer sacrificá-los, pois um oráculo previra que morreria se qualquer náufrago fosse poupado. Ifigênia pensa que o irmão está morto e não o reconhece de imediato. Depois de muitos desencontros e perigos, Diana aparece para restaurar a ordem. Orestes é perdoado e se torna rei, e Ifigênia retorna para o templo.
A estreia em 18 de maio de 1779 na Ópera de Paris foi um grande sucesso, e segundo Martin Pearlman, "foi uma tal sensação que mesmo seus inimigos tiveram de admirá-la". A ópera homônima de seu arqui-rival Piccinni, composta para a mesma temporada, não chegou a ser apresentada, e quando foi, dois anos depois, foi um fracasso. Para o crítico, a música de Gluck é simples e direta, o drama segue um ritmo contínuo e fluente, quase sem interrupções entre os recitativos e árias, e os coros, que em suas obras anteriores parecem ainda um pouco estranhos à narrativa, aqui são bem integrados. O libreto "excepcionalmente bom" de Guillard conta uma história que diverge da tradição operística de ter um par romântico como protagonistas, enfatizando em vez a relação entre os irmãos e a amizade entre Orestes e Pylades. Para Pearlman, "com sua extraordinária caracterização dessas duas relações, Gluck constrói um drama poderoso. [...] A ópera foi por vezes criticada por seu final surpreendentemente feliz para uma tragédia 'realista', mas, na verdade, o final segue a peça original de Eurípides. De qualquer forma, Gluck defendeu firmemente seu direito de contar a história como quisesse e, neste caso, não desafiou a convenção, mas atendeu às expectativas do público de ópera francês de sua época". O tema era popular naquela época entre os interessados na evocação dos clássicos, e a produção de Gluck se tornou um tópico de debate entre os iluministas como uma ilustração do triunfo do racionalismo europeu ao resolver de maneira pacífica a sangrenta história da Casa de Atreu e mostrar o fim do costume do sacrifício humano. Contudo, para o crítico Robert Gross, "o triunfo da razão iluminista não é completo: Iphigénie en Tauride não é sobre a vitória dos gregos sobre os bárbaros, mas fala dos traumáticos efeitos de uma história de barbarismo entre os próprios gregos".
Em 1781 o autor fez uma versão alemã, Iphigenie auf Tauris, com libreto traduzido por Johann Baptist von Alxinger, estreada para a visita de Paulo, grão-duque da Rússia. A obra sofreu, como era seu hábito, várias modificações. O papel de Orestes passou de barítono para tenor, um coro foi suprimido e interferiu na orquestração. Em 14 de dezembro de 1783 foi estreada uma versão em italiano, traduzida por Lorenzo da Ponte. Vários outros arranjos foram feitos no século XIX. A versão francesa original foi a mais popular das óperas do autor e ainda é uma das mais executadas, e geralmente é considerada a culminação dos seus esforços de renovação operística.
Foi reencenada várias vezes no século XIX. Schiller assistiu à versão alemã e disse que "jamais uma peça de música me comoveu com tamanha pureza e beleza como esta". Cherubini, Weber, Berlioz, Wagner e Strauss também admiravam muito a composição, e é apreciada hoje pela poderosa evocação da atmosfera do mito grego, pela sutileza do acompanhamento orquestral, pela pungência do retrato emocional dos personagens, pela capacidade de expressar emoções conflitantes ao mesmo tempo, e pelo fato inédito de não possuir uma verdadeira abertura, mas apenas uma introdução informal que conduz diretamente à primeira cena. Encenações contemporâneas têm assinalado a atualidade dos temas centrais e enfatizam paralelos com problemas políticos e psicológicos do mundo de hoje.

## Orquestração
Grande parte do seu sucesso na ópera se deve às suas capacidades como orquestrador, fazendo a orquestra enfatizar o desenvolvimento dramático e ilustrar situações específicas, embora este aspecto seja frequentemente subvalorizado nos estudos críticos. Segundo Annalise Smith, Gluck se beneficiou da criação ou modificação de diversos instrumentos no século XVIII, e essa maior variedade permitiu-lhe "tratar os instrumentos da orquestra como um recurso para a criação de uma pletora de timbres e efeitos", mas mais significativa para seu projeto foi a crescente atribuição à orquestra de um papel na transmissão de significados dramáticos, usando-a "como um comentarista e como um parceiro dos cantores, reforçando ou contradizendo o que os personagens diziam. [...] O comentário orquestral, mais do que qualquer técnica empregada por Gluck, contribuiu para a maior eficiência dos seus monólogos dramáticos e para a expressividade geral da sua reforma da ópera".
Gluck tinha um profundo conhecimento prático sobre as capacidades dos instrumentos e era um virtuose em vários deles. Sua maestria na orquestração foi muito louvada no século XVIII e seu prestígio neste campo permaneceu alto ao longo do século XIX, sendo frequentemente citado como um modelo para os novos compositores. Joseph von Sonnenfels ilustra uma percepção muito difundida sobre seu manejo da orquestra, dizendo, após ouvir Alceste, que "o acompanhamento não é apenas uma harmonia, ou um fútil preenchimento de espaços vazios, mas uma parte essencial da expressão, e frequentemente é tão expressivo que faz o todo ser compreendido, tornando as palavras quase desnecessárias". Diversos relatos de época documentam o controle rigoroso que mantinha sobre a orquestra durante as récitas operísticas. Assim como foi um reformador na ópera, também exerceu um impacto significativo para a reforma das práticas orquestrais, além de ter introduzido no instrumental padrão instrumentos antes pouco usados, como o clarinete, o trompete, a trompa e o címbalo. O tratado de orquestração de Berlioz é largamente baseado no exemplo de Gluck, ilustrando o uso do tremolo, da surdina, da ornamentação, enfatizando o poder da viola e do oboé e demonstrando usos mais eficientes para o piccolo e o címbalo.
Contudo, para seus críticos suas inovações na orquestração eram erráticas, experimentalistas demais, fazendo frequentes mudanças nas texturas, nos timbres e nas dinâmicas, que acabavam prejudicando a coerência e a eficiência do discurso musical, e para este grupo sua arte de orquestração havia permanecido como um projeto inacabado. Segundo Emily Dolan, essas controvérsias entre a crítica fazem parte da polêmica maior sobre a reforma da ópera, dizendo respeito a visões divergentes sobre como se aplicavam na música conceitos como idealismo, naturalismo e subjetividade, e tinham relações com a política da época e com a evolução da percepção do papel da orquestra na música vocal, repisando a antiga disputa sobre quem deveria ter a primazia: a palavra ou a música.

## Outras composições
Gluck em sua primeira fase dedicou-se à sinfonia, mas sua produção completa ainda é desconhecida, e algumas das cerca de quinze obras que subsistem não têm uma autoria garantida. Apresentando de três a cinco movimentos, são bons exemplos de uma tradição que se fortalecia na Europa, e que no fim do século XVIII chegaria a uma primeira culminação com as obras de Haydn e Mozart. O estilo dessas obras, todas curtas e compactas, se aproxima do Rococó, com um tratamento elegante e sentimental da melodia e a exploração de contrastes tímbricos e dinâmicos, e embora mostrem um compositor bastante seguro, sejam em geral de agradável audição, tragam interessantes e vigorosas passagens concertantes e tenham contribuído para sedimentar sua reputação inicial, para a crítica contemporânea elas são um pouco repetitivas e não sobressaem na produção sinfônica da época. São muito raramente executadas, praticamente não há bibliografia crítica e estão entre suas obras mais desconhecidas. Sua escrita sinfônica encontrou maior desenvolvimento na forma de aberturas para suas óperas, especialmente as reformadas, louvadas pela sua força evocativa e por se colocarem entre as primeiras que sintetizam o conteúdo dramático da ópera. São frequentemente executadas nas salas de concerto desvinculadas de suas óperas. De todas é preferida a abertura de Iphigénie en Tauride, assim descrita pelo crítico Michel Parouty: "Concisão, eficácia e justeza de orquestração dão toda a importância a esta página; de uma evidente modernidade, não tem nada supérfluo e ela, talvez melhor do que outros exemplos, traduz o gênio de seu autor e transborda quase para o gênero da sinfonia programática que viria depois".
Não mostrou interesse pela música sacra, mas escreveu um Miserere, um "grande coro" e o salmo Domine, Dominus noster, dos quais só resta o texto, um moteto para solo e orquestra, e três motetos a quatro vozes de autoria incerta. Destaca-se o seu De profundis para coro e orquestra (há uma versão para vozes solo), bastante popular, composto em data incerta mas na sua fase madura, executado pela primeira vez no funeral do compositor, em 1787, revelando sua maestria em um gênero a que pouco se dedicou. Na música vocal também devem ser mencionadas algumas árias avulsas com texto latino, trechos da cantata Le jugement dernier terminada por Salieri, e um grupo de canções publicadas em 1785, oito delas com texto de Friedrich Klopstock e uma com texto de Lorenz Leopold Haschka, escritas no final da vida com um espírito austero e simples, mas eloquente, similar ao das óperas reformadas, que podem ter exercido alguma influência no desenvolvimento do gênero do lieder alemão.
Sobrevivem ainda um concerto para flauta, seis trio-sonatas publicadas em Londres em 1746 e outra que permanece em manuscrito. Todas essas obras, de um estilo gracioso e sentimental, transitam entre o Barroco e o Rococó. Dos bailados é sempre lembrado Don Juan ou le Festin de Pierre (1761), entendido como um precursor das óperas reformadas na forte unidade dramática que o compositor alcançou.

## Estudos críticos

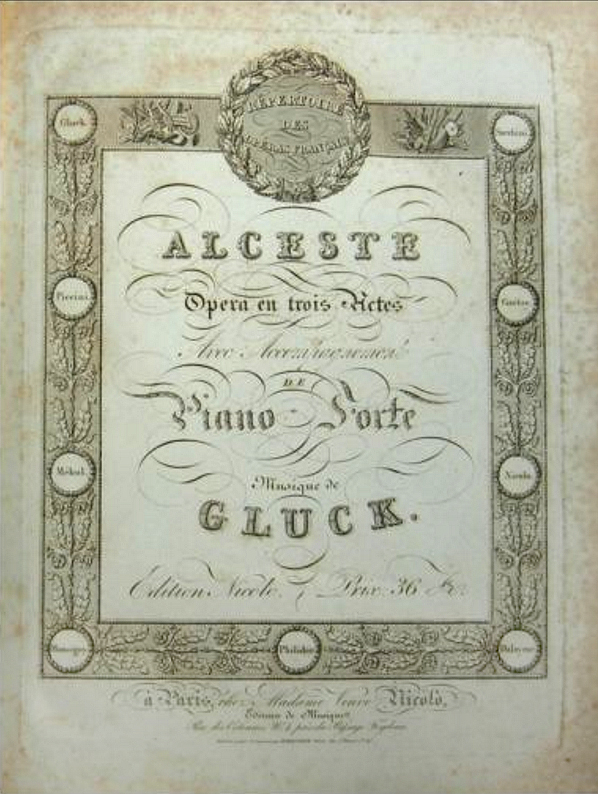
Capa de Alceste em redução para piano

O primeiro estudo crítico de largo escopo sobre a vida e obra de Gluck, Gluck. Dessen Leben und tonkünstlerisches Werken (Gluck. Sua Vida e Obra Musical), foi publicado em Leipzig em 1854 por Anton Schmid, conservador da Biblioteca Palatina, mas tinha muitas falhas, embora seja uma fonte valiosa para as obras que Schmid pôde estudar diretamente, as estavam depositadas na Biblioteca Palatina. Adolf Bernhard Marx publicou em Berlim em 1863 Gluck und die Oper (Gluck e a Ópera), em dois volumes, também um trabalho significativo, contendo um índice de obras e uma biografia, mas se concentra da discussão sobre sua influência sobre o desenvolvimento histórico da ópera e não é muito bem documentado. A publicação em Paris entre 1899 e 1902 das suas óperas francesas em versão reduzida para piano e canto por François-Auguste Gevaert chamou bastante atenção da crítica e desencadeou a produção de muitos estudos sobre o compositor, mas nesta mesma época a crítico Robert Eitner assinalou que os estudos publicados eram insatisfatórios e precisavam de muita revisão.
Esse estado de coisas incentivou Alfred Wotquenne a abraçar a pesquisa sobre o compositor, publicando o primeiro catálogo temático das suas obras em 1904, e no início do século XX várias obras foram ressuscitadas com grande repercussão, mas depois ocorreu um esvaziamento. Em 1943, após a fundação da Sociedade Gluck (Gluck-Gesellschaft), Rudolf Gerber iniciou a edição crítica de suas obras completas, que sofreu vários percalços durante a II Guerra Mundial, mas contando com o apoio de várias instituições em 1951 apareceu o primeiro volume. Em 1978 a Academia de Ciências e Literatura de Mainz encampou o projeto das obras completas e garantiu sua continuidade a longo prazo, estando ainda em atividade, tendo firmado em 2011 uma parceria com o Instituto de Musicologia da Universidade Goethe, em Frankfurt. O objetivo do projeto é publicar todas as suas obras em todas as versões conhecidas em edição crítica para fins acadêmicos e de prática musical. Além do texto musical e seu comentário crítico, a edição inclui informações detalhadas sobre a história das obras e sua recepção. Planejado para abranger 59 volumes, o projeto publicou 56 volumes até 2025.
Além da Academia de Ciências e Literatura, desde 1966 a Universidade Paris Lodron de Salzburgo mantém um Centro de Pesquisa Gluck, mas há muitas outras universidades e pesquisadores independentes desenvolvendo projetos menores de pesquisa. Desde 2012 está em atividade a sociedade Gluck Opern Festspiele, promovendo festivais operísticos anuais, dando continuidade a festivais bienais organizados desde 2008 pelo Staatstheater de Nurenberg, acompanhados de palestras e encontros acadêmicos.

## Legado

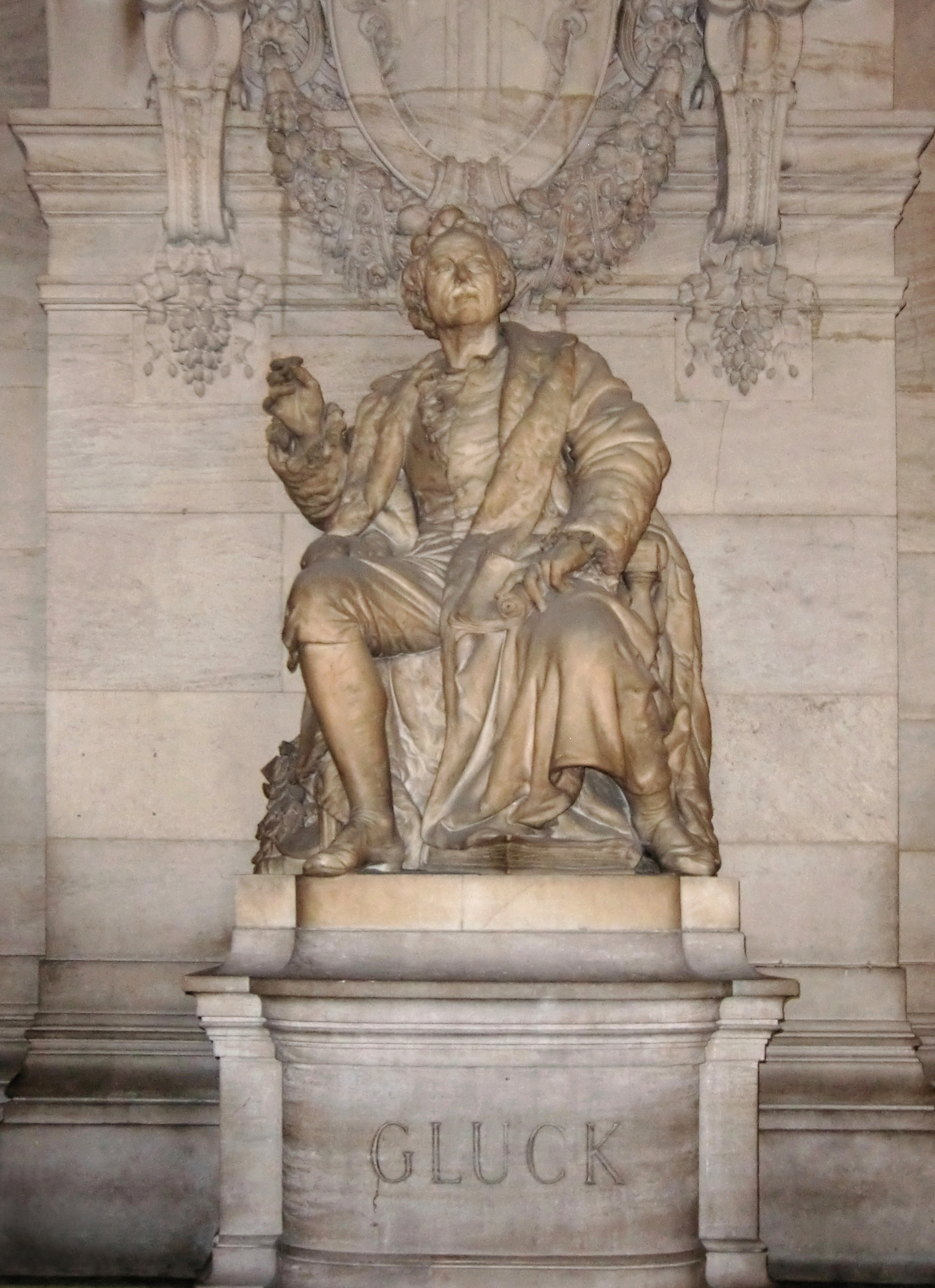
Estátua de Gluck na Ópera de Paris

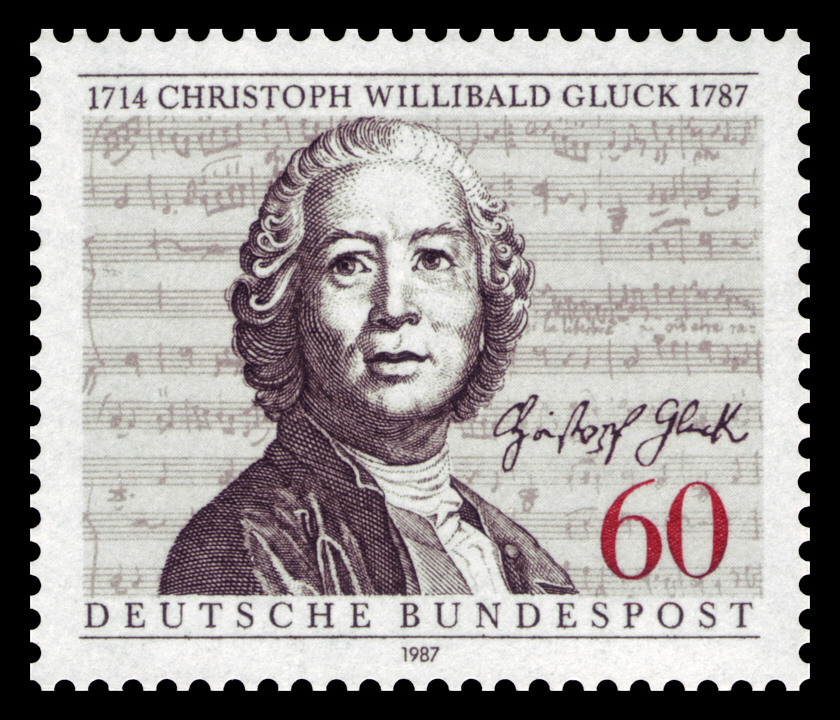
Selo alemão com a efígie do artista

Enquanto viveu, e para a geração que o seguiu, Gluck foi um dos mais importantes criadores musicais e o principal renovador do campo operístico. Pouco depois de sua morte o crítico Jean Baptiste Leclerc, militante na Revolução Francesa, não foi o único a crer que sua música era tão revolucionária que teria ajudado a derrubar a monarquia da França. Porém, paradoxalmente, ele não criou uma escola direta. Ele aspirou a um universalismo que os fortes territorialismos da época não estavam preparados a aceitar integralmente, queria "eliminar as ridículas distinções entre os estilos nacionais" e "criar uma música que sirva a todas as nações", e isso o isolou dos seus contemporâneos. Muitos relatos da época o descrevem como um compositor "diferente", cuja música perturbava e causava estranhamento. Repete-se muito que ele exerceu importante influência sobre Mozart, Berlioz e Wagner, mas seja qual for sua dimensão, essa influência foi rapidamente submersa pela poderosa personalidade musical desses artistas. A sua reforma teve um impacto principal na ópera francesa, e fora da França e Áustria ele foi praticamente ignorado até meados do século XIX, quando iniciou, lenta e irregularmente, sua recuperação internacional.
Seu estilo pessoal não teve imitadores ou continuadores, mas as novas gerações se beneficiaram dos princípios gerais que ele introduziu, injetando nova vitalidade no gênero sem destruí-lo. Aproveitou elementos de várias escolas, transformou personagens que não passavam de abstrações idealistas em pessoas verossímeis, deu maior unidade de propósito e coerência interna ao conjunto dos trechos, despojou a música dos excessos, artifícios gratuitos e distrações para dar maior impacto e compreensibilidade à mensagem, fez o público ouvir óperas de outro modo, disciplinou a orquestra e os cantores, deu mais importância à participação dos coros e bailados, aprofundou a escrita sinfônica das aberturas, e elevou o padrão geral da execução. São particularmente apreciadas sua feliz e orgânica integração entre texto e música, sua simplicidade e nobreza, seu melodismo e harmonia claros e econômicos, mas de grande efeito dramático. Para ele o objetivo da música não se resumia no prazer dos sentidos, mas pretendia expressar qualidades morais. Para Patricia Howard, uma das principais estudiosas do compositor, mesmo que ele tenha trabalhado uma multiplicidade de aspectos de forma, estrutura, simbolismo e estilo e introduzido ou fomentado diversas novidades, sua contribuição maior para a renovação da ópera possivelmente foi o abandono do recitativo seco e a adoção sistemática dos recitativos acompanhados, que se interligavam naturalmente às árias, deixando poucas interrupções tanto na música como no enredo. Ele foi fundamental para a instauração do Neoclassicismo na música dramática e abriu um caminho que se provaria seminal para os operistas do século XIX, cuja produção seria impensável sem sua contribuição decisiva. Gluck entrou na história da música por suas óperas reformadas. Suas outras óperas e sua música sinfônica, sacra e camerística estão bastante esquecidas.
O estilo reformado que introduziu, em que exercia um controle muito maior sobre o intérprete, limitando seu exibicionismo e sua liberdade de improvisar, não foi sempre bem recebido pelos cantores, muitos deles notórios pela vaidade, extravagância e independência, e por isso as apresentações nem sempre atingiam o melhor nível, prejudicando o entendimento da sua proposta; isso explica em parte as várias oscilações de sua fortuna, mas ele também se viu prejudicado por partidarismos acirrados. Sua posição de destaque na história da ópera como um renovador nunca deixou de ser reconhecida, mas a partir de meados do século XIX sua contribuição saiu de moda, foi obscurecida pela ascensão de outros e ele perdeu muito espaço no repertório padrão das casas de ópera. Não obstante, teve arrebatados admiradores no século XIX. Friedrich Schiller, após ouvir a versão alemã de Iphigénie in Aulis, disse nunca ter ficado tão comovido; Hector Berlioz confessou sobre o efeito causado pelas suas óperas: "Eu as copio, eu as conheço de cor. Elas me roubam o sono, e me fazem esquecer da fome e da sede. Caio em um estado de encantamento por sua causa"; e Richard Wagner aproveitou seus princípios para elaborar seu conceito de Gesamtkunstwerk ("obra total").

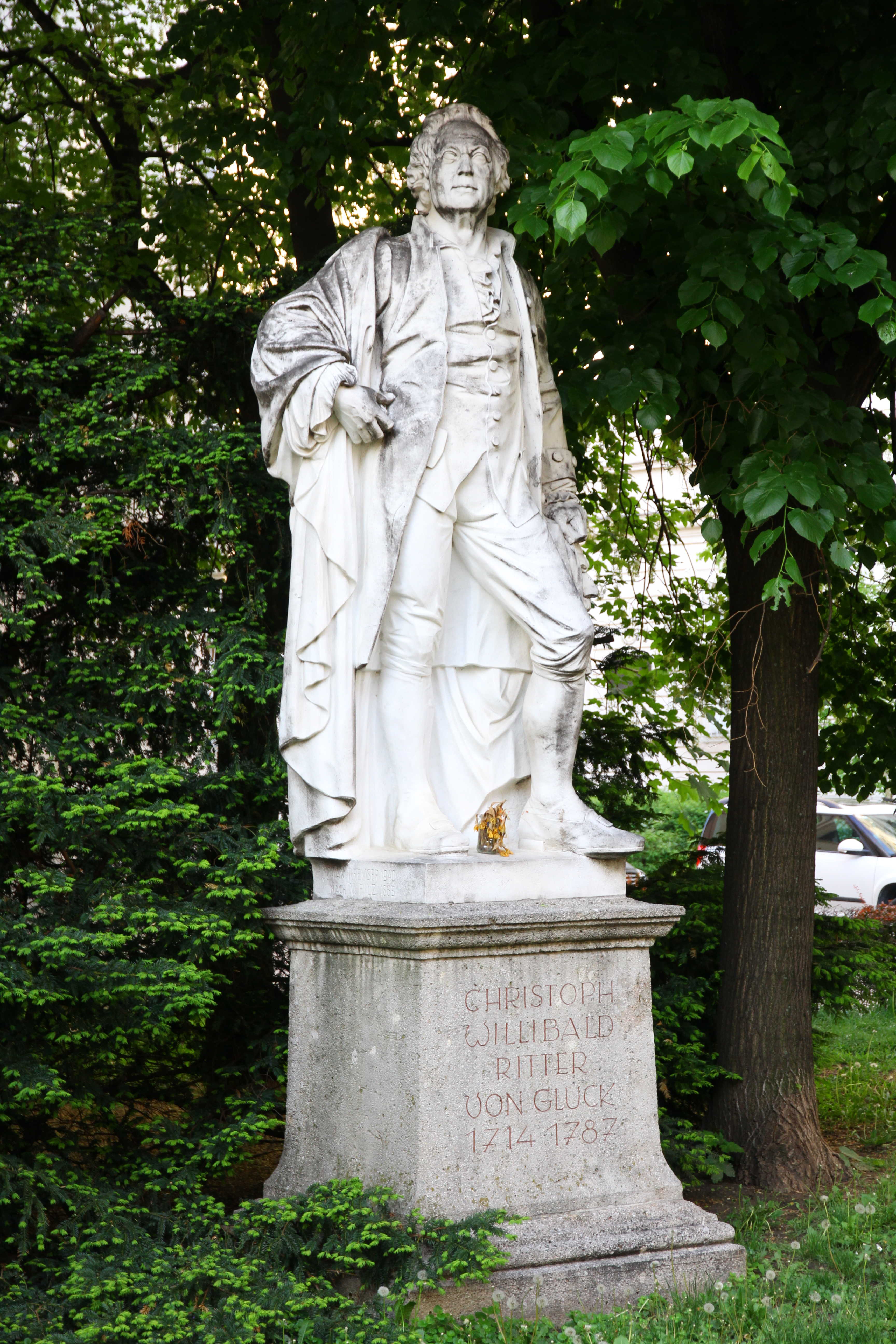
Monumento a Gluck em Viena

As interpretações de seu legado têm sido e são as mais variadas, e mesmo a caracterização do seu estilo é polêmica: já foi colocado entre os últimos barrocos, entre os rococós, e entre os primeiros neoclássicos e românticos. Seu estilo, em realidade, mudou muito desde o início de sua carreira, e o conjunto da sua produção é desigual. Muitas das suas obras iniciais são corretas e belas mas não acrescentam nada ao já conhecido; e muitas de suas obras maduras ou "reformadas" são um tanto repetitivas, explorando mais ou menos os mesmos recursos. Ele também recebeu várias críticas por supostas falhas em seus conhecimentos teóricos e técnicos, não tinha uma facilidade de invenção comparável à de seus contemporâneos Hasse ou Jommelli, nem seu refinamento elegante, e não era capaz de criar longos desenvolvimentos temáticos. Ele próprio lamentou algumas vezes não ser um melodista mais desenvolto e não conseguir expressar como desejava algumas emoções. Mas em seus melhores momentos ele atinge a estatura dos maiores operistas de todos os tempos.
Nas últimas décadas o interesse pela sua vida e obra vem crescendo de novo, e solidamente. Hoje as antigas objeções sobre seus erros técnicos estão bastante desacreditadas, considerando-se que foi através desses recursos que ele criou um estilo inconfundivelmente pessoal e de grande expressividade e clareza. A bibliografia a seu respeito está em constante expansão e nas últimas décadas o crescimento tem sido exponencial, preocupando-se em definir melhor as especificidades de sua obra e suas relações com as gerações de antes e depois, e suas principais óperas voltaram ao repertório das principais salas do mundo, mas as apresentações não são as mais frequentes. A crítica especializada voltou a estabelecê-lo como uma figura de primeiro plano e seus apreciadores fora deste círculo erudito são um número expressivo, como prova uma discografia extensa e em ascensão, mas ele não atingiu o estatuto de compositor "popular" entre o grande público. Os 300 anos de seu nascimento em 2014 foram comemorados com concertos e palestras em várias cidades, mas a celebração foi tímida e apagada quando comparada aos centenários de Mozart, Verdi e Wagner.